# Edmund Husserl

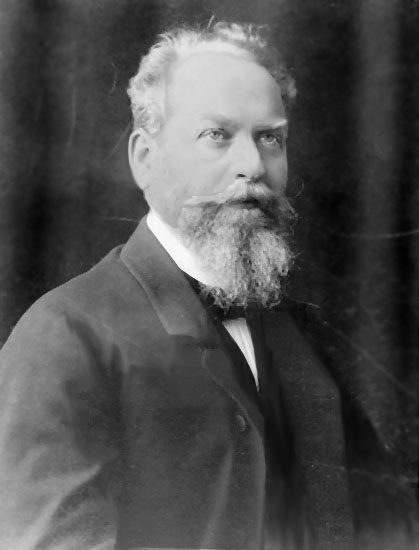
Edmund Husserl (1900)

Edmund Gustav Albrecht Husserl [ˈhʊsɐl] (* 8. April 1859 in Proßnitz in Mähren, Kaisertum Österreich; † 27. April 1938 in Freiburg im Breisgau, Deutsches Reich) war ein österreichisch-deutscher Philosoph und Mathematiker und Begründer der philosophischen Strömung der Phänomenologie. Er gilt als einer der einflussreichsten Denker des 20. Jahrhunderts.
Von 1876 bis 1882 studierte Husserl Astronomie, Mathematik, Physik und Philosophie an den Universitäten Leipzig, Berlin und Wien. In Wien promovierte er 1883 in Mathematik. Nach der Militärzeit nahm er seine philosophischen Studien bei Franz Brentano in Wien auf und führte sie 1886/87 bei Carl Stumpf in Halle fort. Ab 1887 unterrichtete er an der Universität Halle Philosophie als Privatdozent. Von 1901 an lehrte er zunächst an der Georg-August-Universität Göttingen, später als Professor an der Universität Freiburg. 1928 wurde er emeritiert, was seinem philosophischen Schaffen jedoch keinen Abbruch tat. 1938 erkrankte er und starb im selben Jahr in Freiburg.
Während seine frühen Schriften eine psychologische Grundlegung der Mathematik anstrebten, legte Husserl mit seinen 1900 und 1901 erschienenen Logischen Untersuchungen eine umfassende Kritik des zu dieser Zeit vorherrschenden Psychologismus vor, der die Gesetze der Logik als Ausdruck bloßer psychischer Gegebenheiten sah. Er stellte darüber hinaus weitreichende Betrachtungen zur reinen Logik vor. Um 1907 stellte Husserl die von ihm entwickelte Methode der „phänomenologischen Reduktion“ vor. Diese würde fortan nicht nur sein weiteres Schaffen maßgeblich beeinflussen, sondern in seinen folgenden Werken zum philosophischen Ansatz eines transzendentalen Idealismus führen.
Husserls Denken prägte die Philosophie des 20. Jahrhunderts besonders in Deutschland und Frankreich und ist bis in die Gegenwart von großer Wirkung. Zu Husserls Schülern zählen Martin Heidegger, Oskar Becker, Ludwig Ferdinand Clauß, Eugen Fink, Edith Stein und Günther Anders. Max Scheler, Alfred Schütz, Jean-Paul Sartre, Maurice Merleau-Ponty, Emmanuel Levinas und viele mehr wurden von seinem Denken maßgeblich beeinflusst.

## Leben

### Jugend und Bildung

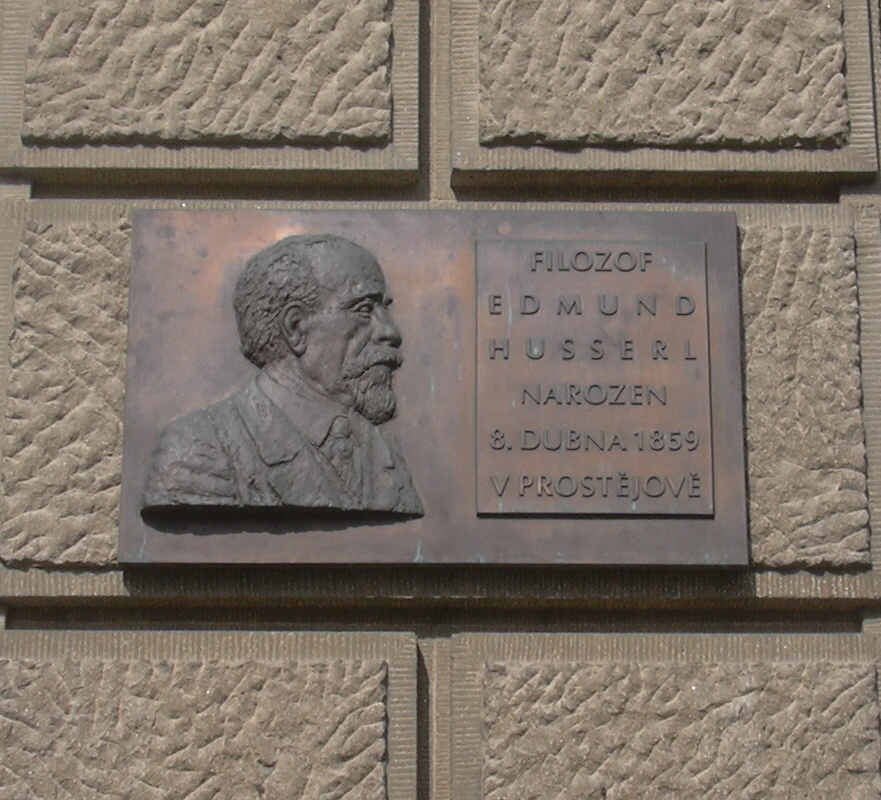
Gedenktafel in Prostějov

Als zweiter Sohn einer der deutschsprachigen Mittelschicht angehörigen jüdischen Tuchhändlerfamilie wurde Husserl 1859 in Prostějov (deutsch Proßnitz) in Mähren im Kaisertum Österreich geboren. Er besuchte das Gymnasium in Olmütz, an dem er 1876 die Hochschulreife erlangte. An der Universität Leipzig (1876–1878) studierte er Mathematik und Physik sowie Astronomie und besuchte die Vorlesungen des Philosophen Wilhelm Wundt, eines der Begründer der modernen, naturwissenschaftlich orientierten Psychologie. Wundt vertrat einen holistischen Wissenschaftsansatz, in dem natur- und geisteswissenschaftliche Perspektiven verbunden waren. Die Philosophie blieb jedoch zunächst nur eine Nebenbeschäftigung Husserls. An der Universität Leipzig lernte er Tomáš G. Masaryk kennen, der ebenfalls aus Mähren kam und als Privatlehrer seinen Lebensunterhalt verdiente. Masaryk wurde später Abgeordneter im österreichischen Reichsrat, setzte sich während des Ersten Weltkrieges an die Spitze der tschechischen Unabhängigkeitsbewegung und wurde im Jahr 1918 (nach dem Zusammenbruch der Österreichisch-Ungarischen Monarchie) erster Präsident der Tschechoslowakei. Auch wenn sich beide nach drei Semestern in Leipzig aus den Augen verloren, hatte die Begegnung Folgen für Husserls weitere Entwicklung. Masaryk unterstützte nicht nur die Konvertierung Husserls zum evangelisch-lutherischen Glauben, er empfahl ihm auch seinen Doktorvater, den Philosophen Franz Brentano, als philosophischen Lehrer und Mentor.
Zunächst zog Husserl 1878 nach Berlin, um an der Friedrich-Wilhelms-Universität (heute: Humboldt-Universität) sein Mathematikstudium unter Leopold Kronecker und Karl Weierstraß fortzusetzen. Dort besuchte er die Philosophie-Vorlesungen von Friedrich Paulsen. Im Jahr 1881 wechselte er an die Universität Wien, um sein Mathematikstudium unter der Leitung eines ehemaligen Schülers von Karl Weierstraß, Leo Königsberger, abzuschließen. Bei diesem wurde er 1883 mit seiner mathematischen Arbeit Beiträge zur Theorie der Variationsrechnung promoviert.
Promoviert kehrte er nach Berlin zurück, um dort als Assistent von Karl Weierstraß zu arbeiten. Als dieser erkrankte, zog Husserl abermals nach Wien und leistete dort seinen Militärdienst. 1884 besuchte er an der Universität Wien die Vorlesung Franz Brentanos über Philosophie und philosophische Psychologie. Brentano gilt als Begründer der Aktpsychologie und lehrte Psychologie vom empirischen Standpunkt (1874), wie der Titel seines Hauptwerkes lautet. Er führte Husserl in die Werke von Bernard Bolzano, Hermann Lotze, John Stuart Mill und David Hume ein. Husserl war so beeindruckt von Brentanos Schaffen, dass er entschied, sein Leben der Philosophie zu widmen. Somit wird Franz Brentano oft als wichtigster Einflussgeber Husserls angesehen. Da Brentano als Privatdozent Husserl nicht habilitieren konnte, folgte dieser 1886 Carl Stumpf, einem ehemaligen Studenten Brentanos, der – wie Wundt – ein Vorreiter der modernen Psychologie war, an die Universität Halle/Saale, wo er sich unter seiner Leitung 1887 mit der Arbeit Über den Begriff der Zahl habilitierte. Diese zwischen Psychologie und Mathematik angesiedelte Abhandlung sollte später als Grundlage für seine erste einflussreiche Schrift Philosophie der Arithmetik (1891) dienen.
Im Jahr 1887 heiratete Husserl Malvine Steinschneider und ließ sich aus diesem Anlass evangelisch taufen und trauen. 1892 wurde ihre Tochter Elizabeth geboren, 1893 ihr Sohn Gerhart, 1894 ihr Sohn Wolfgang, der im Ersten Weltkrieg fiel. Gerhart Husserl wurde Rechtsphilosoph, der zum Thema vergleichendes Recht forschte und zuerst in den USA und nach dem Krieg in Deutschland lehrte.

### Akademische Forschung und Lehre
Im Anschluss an seine Habilitation begann Husserl im Jahr 1887 seine Universitätskarriere als unbesoldeter Privatdozent an der Universität Halle/Saale. Mit seiner Schrift Philosophie der Arithmetik (1891), die sich auf seine früheren Arbeiten über die Mathematik und die Philosophie beruft und einen psychologischen Rahmen als Basis der Mathematik vorschlägt, erregte Husserl die kritische Aufmerksamkeit des Logikers Gottlob Frege. Mit Rücksicht auf dessen Psychologismuskritik stellte er bis zur Jahrhundertwende umfangreiche Logische Untersuchungen an, die zu seinem ersten Hauptwerk heranwuchsen und dem Zweiundvierzigjährigen 1901 einen Ruf nach Göttingen einbrachten, wo er vierzehn Jahre lang, zunächst als außerordentlicher, ab 1906 ordentlicher Professor, lehrte. Der erste Band der Logischen Untersuchungen enthält Reflexionen über eine „reine Logik“, die eine Zurückweisung des „Psychologismus“ darstellen. Das Werk wurde positiv aufgenommen und unter anderem Thema eines Seminars von Wilhelm Dilthey. Persönlich bekannt wurde er in der Göttinger Zeit unter anderen mit David Hilbert, Leonard Nelson, Wilhelm Dilthey, Max Scheler, Alexandre Koyré und Karl Jaspers sowie dem Dichter Hugo von Hofmannsthal.

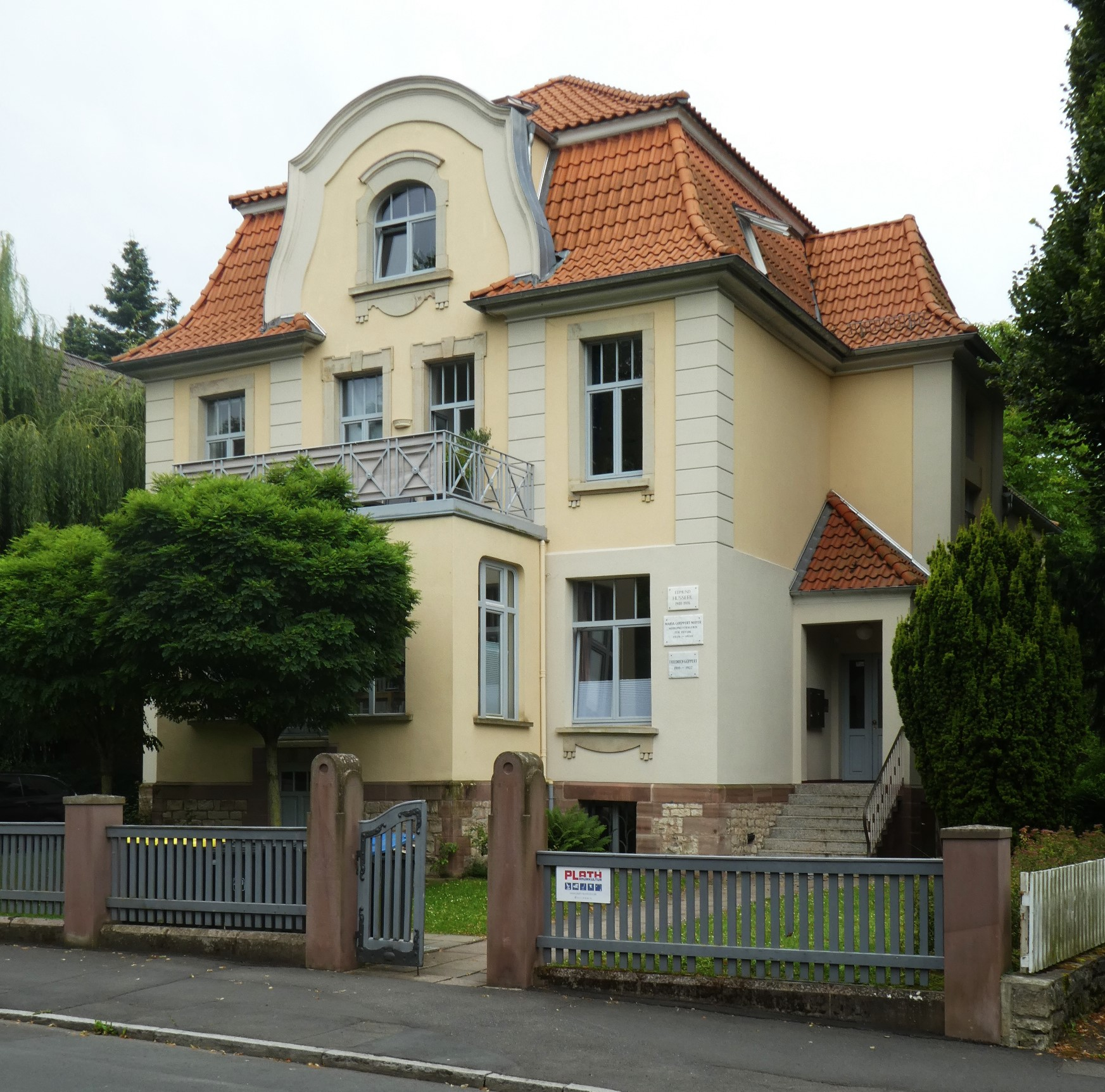
Das Wohnhaus Husserls in Göttingen bis 1916 (Hermann-Föge-Weg 7, mit Göttinger Gedenktafel)

Husserl besuchte 1908 seinen ehemaligen Lehrer Franz Brentano in Italien. 1910 wurde er Mitherausgeber der Zeitschrift Logos. Während dieser Zeit hielt er Vorlesungen über das innere Zeitbewusstsein, die mehr als zehn Jahre später von seinem ehemaligen Studenten Martin Heidegger für die Veröffentlichung bearbeitet wurden.
1912 gründete Husserl mit den Anhängern seiner Philosophie das Jahrbuch für Philosophie und Phänomenologische Forschung, das von 1913 bis 1930 Artikel der neuen philosophischen Richtung veröffentlichte – so etwa in der ersten Ausgabe des Jahrbuchs Husserls einflussreiche Arbeit Ideen zu einer reinen Phänomenologie und phänomenologischen Philosophie. Im Oktober 1914 wurden beide Söhne Husserls eingezogen und mussten an der Westfront des Ersten Weltkriegs kämpfen. Im darauffolgenden Jahr wurde Wolfgang Husserl schwer verwundet. Am 8. März 1916 starb er auf dem Schlachtfeld von Verdun. Im nächsten Jahr wurde auch sein anderer Sohn Gerhart Husserl im Gefecht verletzt, überlebte jedoch. Husserls Mutter Julia starb im selben Jahr. Im November 1917 fiel Adolf Reinach, einer von Husserls bemerkenswertesten Studenten und selbst Rechtsphilosoph, in Flandern.

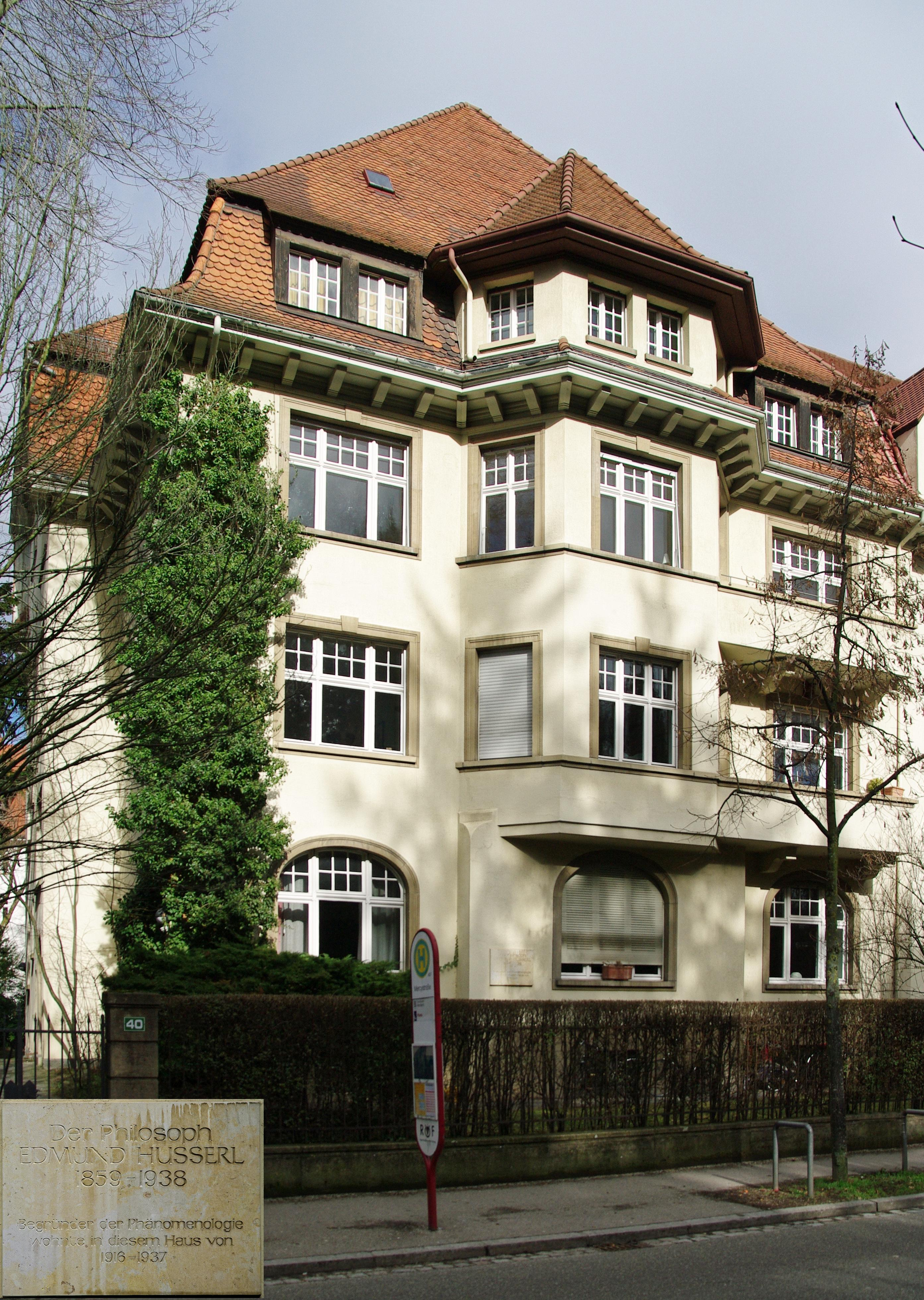
Das Wohnhaus Husserls in Freiburg von 1916 bis 1937

Husserl folgte 1916 einem Ruf an die Albert-Ludwigs-Universität Freiburg (im Breisgau), wo er als ordentlicher Professor den Lehrstuhl des Neukantianers Heinrich Rickert übernahm und seine philosophischen Forschungen vorantrieb. Zu dieser Zeit hatte sich Husserl – trotz der prekären Lage Deutschlands nach dem verlorenen Ersten Weltkrieg – zu einem der führenden deutschsprachigen Philosophen entwickelt, der einen großen Schülerkreis um sich hatte und sowohl im Inland wie im Ausland Anerkennung erfuhr. Als seine persönliche Assistentin arbeitete in diesen ersten Jahren Edith Stein; von 1920 bis 1923 übernahm Martin Heidegger diese Stelle. Im Jahr 1922 hielt Husserl vier Vorlesungen über die phänomenologische Methode am University College London. Die Universität von Berlin bot ihm im Jahr 1923 eine Stelle an, die er allerdings ablehnte. Er erhielt Ehrendoktorwürden der Universitäten London, Paris, Prag und Boston und wurde zum Mitglied der Heidelberger Akademie der Wissenschaften, der American Academy of Arts and Sciences und der British Academy gewählt. Im Jahr 1927 widmete Heidegger Husserl sein Buch Sein und Zeit „in dankbarer Verehrung und Freundschaft“. Husserl blieb Professor in Freiburg, bis er darum bat, in den Ruhestand gehen zu dürfen; seine letzte Vorlesung hielt er am 25. Juli 1928. Eine Festschrift als Geschenk zu seinem siebzigsten Geburtstag wurde ihm am 8. April 1929 überreicht. Zu seinen Schülern gehörten neben Edith Stein und Martin Heidegger, der die Nachfolge des Freiburger Lehrstuhls übernahm, der Technikphilosoph Günther Stern (Anders), der Rassen- und Völkerpsychologe Ludwig Ferdinand Clauß sowie unter anderem die Philosophen Eugen Fink, Dietrich von Hildebrand und Ludwig Landgrebe.

### Letzte Jahre

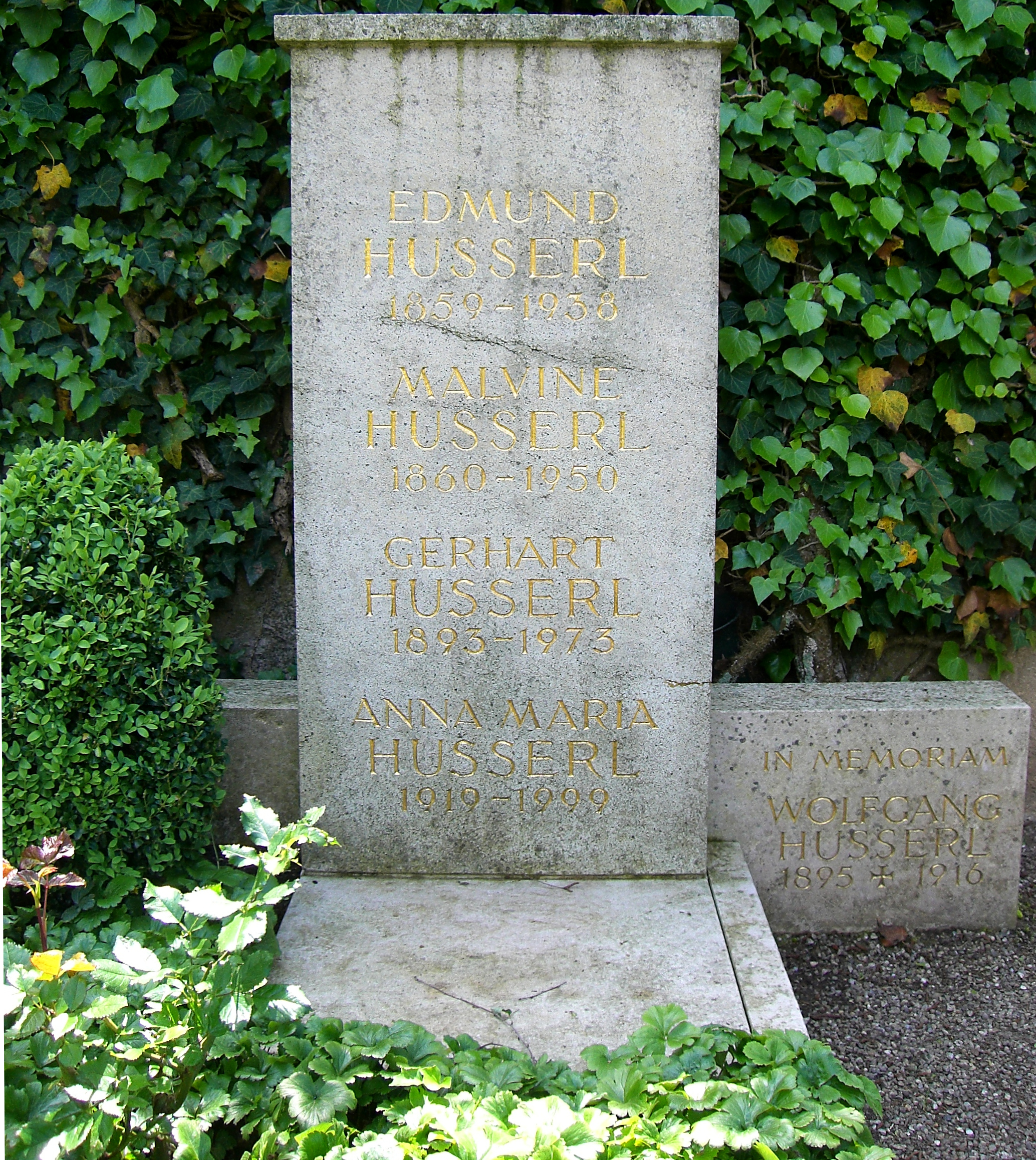
Grab Husserls auf dem Friedhof in Freiburg Günterstal

Trotz seiner Emeritierung hielt Husserl noch weitere bedeutende Vorlesungen: Die Pariser Vorlesungen aus dem Jahr 1929 führten zu den Cartesianischen Meditationen (Paris 1931). Seine Vorlesungen in Prag 1935 und in Wien im Jahr 1936 (nach anderen Quellen 1935) mündeten in Die Krisis der europäischen Wissenschaften und die transzendentale Phänomenologie (Belgrad 1936). Die letzten Schriften tragen die Früchte seines akademischen Lebens. Nach seinem Rücktritt aus dem universitären Betrieb arbeitete Husserl mit großer Intensität und vollendete mehrere größere Arbeiten.
Im April 1933 wurde Husserl – obwohl bereits emeritiert – durch einen Sondererlass des Landes Baden zum Reichsgesetz zur Wiederherstellung des Berufsbeamtentums, das es erlaubte, sowohl politische Gegner der Nationalsozialisten wie auch jüdische Beamte zu entlassen, beurlaubt, womit ihm jegliche Lehrtätigkeit untersagt wurde. Aufgrund der Widersinnigkeit dieses Beschlusses und der Tatsache, dass Husserl, da sein Sohn an der Front gefallen war, unter das Frontkämpferprivileg fiel, wurde der Beschluss im Juli 1933 revidiert. Allerdings wurde ihm 1936, nach Verschärfung der rassischen Verfolgung mit der Einführung der Nürnberger Rassengesetze, endgültig die Lehrbefugnis entzogen. Sein Kollege Heidegger übernahm am 21. April 1933 den Posten des Rektors an der Universität Freiburg und wurde am 1. Mai 1933 Mitglied der NSDAP. Husserl dagegen trat aus der Deutschen Akademie aus.
Nach einem Sturz im Herbst 1937 erkrankte Husserl an einer Brustfellentzündung. Er starb am 27. April 1938 in Freiburg, kurz nach seinem 79. Geburtstag. Seine Frau Malvine überlebte ihn. Eugen Fink, sein wissenschaftlicher Mitarbeiter, hielt seine Grabrede. Als einziger Vertreter der Universität Freiburg besuchte Gerhard Ritter das Begräbnis.
Husserl wechselte zu Lebzeiten nicht nur zwischen verschiedenen Studienorten und wissenschaftlichen Disziplinen, sondern auch seine Staatsangehörigkeit und Konfession. Er nahm 1896, nachdem er bereits sechzehn Jahre im Deutschen Reich gelebt hatte, die preußische Staatsbürgerschaft an. Seine Konfession wechselte er, kurz vor seiner Eheschließung, 1887 in Wien. Er ließ sich evangelisch-lutherisch taufen, schloss sich also nicht dem vor Ort dominierenden Katholizismus an, sondern dem als fortschrittlicher geltenden Protestantismus. Damit gehört er zu einer Minderheit der jüdischen Staatsbürger, die zum Christentum übertraten. Wenn ihm auch der Übertritt die wissenschaftliche Karriere erleichterte, konvertierte er doch nicht aus Opportunismus, sondern aus Überzeugung. Vor weiterer Verfolgung durch die Nationalsozialisten bewahrte ihn schließlich sein Tod.

## Grundlagen der Philosophie Husserls

### Frühe Philosophie
In seinen frühen Arbeiten versucht Husserl, Mathematik, Psychologie und Philosophie zu verbinden mit dem Ziel, eine Grundlegung der Mathematik auszuarbeiten. Er analysiert den psychischen Prozess, der nötig ist, um den Begriff der Zahl zu bilden; daran anknüpfend versucht er, eine systematische Theorie zu entwerfen. Auf diesem Weg greift er auf unterschiedliche Methoden und Konzepte seiner Lehrer zurück. So übernimmt er beispielsweise von Weierstraß die Idee, dass wir den Begriff der Zahl erwerben, indem wir eine bestimmte Sammlung von Objekten zählen.
Von Brentano und Stumpf übernimmt er die Unterscheidung zwischen „konkreten“ und „unkonkreten“ Vorstellungen. Husserls Beispiel dafür ist: wenn man vor einem Haus steht, dann hat man eine „konkrete“, „direkte“ Vorstellung dieses Hauses, sucht man es jedoch und fragt nach einer Wegbeschreibung, dann stellt die Wegbeschreibung (z. B. das Haus an der Ecke dieser und jener Straße) eine „unkonkrete“, „indirekte“ Vorstellung dar. Anders gesagt, hat man eine „konkrete“ Vorstellung eines Objektes, wenn es unmittelbar präsent ist, und eine „unkonkrete“ (oder „symbolische“, wie Husserl es auch nennt) Vorstellung, wenn man das Objekt durch Zeichen, Symbole etc. darstellt.
Logik ist eine formale Theorie des Urteilens, die die formalen a priori Relationen von Urteilen mit Hilfe von Bedeutungskategorien untersucht. Mathematik ist ihrerseits formale Ontologie. Somit sind die Untersuchungsgegenstände einer Philosophie der Logik und der Mathematik nicht sinnliche Gegenstände, sondern die unterschiedlichen formalen Kategorien der Logik und der Mathematik. Das Problem der psychologischen Herangehensweise an Mathematik und Logik ist, dass sie der Tatsache, dass es um formale Kategorien und nicht einfach um Abstraktionen des Empfindungsvermögens geht, nicht Rechnung trägt. Der Grund, warum wir nicht einfach mit sinnlichen Dingen in der Mathematik arbeiten, ist die „kategoriale Abstraktion“, eine andere Ebene des Verstehens. Auf dieser Ebene können wir sinnliche Komponenten des Urteilens beiseitelassen und uns auf die formalen Kategorien selbst konzentrieren. Husserl kritisiert die Logiker seiner Zeit dafür, diesen Zusammenhang in ihren psychologischen Grundlegungen außer Acht zu lassen.

### Psychologismuskritik
Nachdem Husserl in Mathematik promoviert worden war, analysierte er die Grundlagen der Mathematik von einem psychologischen Standpunkt aus. In seiner Habilitationsschrift Über den Begriff der Zahl (1886) und in seiner Philosophie der Arithmetik (1891) versucht er in Anwendung von Brentanos deskriptiver Psychologie, die natürlichen Zahlen auf eine Art und Weise zu definieren, die die Methoden und Techniken von Karl Weierstraß, Richard Dedekind, Georg Cantor, Gottlob Frege und anderen fortschreibt.
Im ersten Teil seiner Logischen Untersuchungen, den Prolegomena der reinen Logik, attackiert Husserl dann jedoch den psychologischen Standpunkt in der Logik und der Mathematik. Folgt man dem Psychologismus, so wäre laut Husserl Logik keine autonome Disziplin, sondern ein Zweig der Psychologie: entweder eine präskriptive und praktische „Art und Weise“ des richtigen Urteilens (eine Position, die Brentano und einige seiner orthodoxeren Studierenden vertraten) oder eine Beschreibung der faktischen Prozesse des menschlichen Denkens. Den Grund dafür, dass die Gegner des Psychologismus den Psychologismus nicht überwinden konnten, sieht Husserl in deren Versäumnis, zwischen der theoretischen, fundamentalen Seite der Logik und der angewandten, praktischen Seite derselben zu unterscheiden. Reine Logik befasse sich überhaupt nicht mit „Gedanken“ oder „Urteilen“ als geistigen Episoden, vielmehr gehe es ihr um Gesetze und Bedingungen a priori jeglicher Theorie und jeglichen Urteils. Anhänger des Psychologismus scheiterten daran, zu zeigen, wie wir die Gewissheit logischer Prinzipien, etwa des Prinzips der Identität und des ausgeschlossenen Widerspruchs, von einem psychologischen Standpunkt aus gewährleisten können. Es sei deshalb sinnlos, logische Gesetze und Grundsätze auf unsichere Prozesse des empirischen Bewusstseins zu stützen.
Diese Kritik am Psychologismus, die Unterscheidung zwischen psychischen Akten und intentionalen Objekten und die Differenz zwischen der normativen Seite der Logik und ihrer theoretischen, wird von einer idealen Konzeption der Logik abgeleitet. Das bedeutet, dass logische und mathematische Gesetze unabhängig vom empirischen menschlichen Bewusstsein gelten.

### Intentionalität
Von Brentano übernimmt Husserl das Konzept der Intentionalität. Intentionalität bedeutet, dass das Bewusstsein sich dadurch auszeichnet, dass es immer auf etwas bezogen ist. Häufig vereinfacht als „Bewusstsein von etwas“ zusammengefasst oder die Beziehung zwischen einem Bewusstseinsakt und der äußeren Welt, definiert Brentano es als Hauptcharakteristikum von geistigen Phänomenen, wodurch er diese von physikalischen Phänomenen unterscheidet. Jeder psychische Akt besitzt einen Inhalt, bezieht sich auf ein Objekt (das intentionale Objekt). Jeder Glaube, Wunsch etc. besitzt ein Objekt, auf das er sich bezieht: das Geglaubte, das Gewünschte. Husserl selbst arbeitet den Begriff erstmals in seiner fünften Logischen Untersuchung in systematischer Art und Weise aus.

„Erkenntnis“ ist zwar an psychische und physiologische Prozesse gebunden, sie ist aber nicht mit diesen identisch. Aus einem empirisch psychologischen Satz kann niemals eine logische Norm abgeleitet werden. Empirische Sätze sind bloß wahrscheinlich und können falsifiziert werden. Logik hingegen unterliegt nicht wie die Empirie der Kausalität. Philosophie als Wissenschaft kann sich daher nicht an den Naturalismus binden. Philosophie, Erkenntnistheorie, Logik und reine Mathematik sind Idealwissenschaften, deren Gesetze ideale Wahrheiten a priori ausdrücken. Phänomenologie als „Wesensschau des Gegebenen“ soll die voraussetzungslose Grundlage allen Wissens sein.

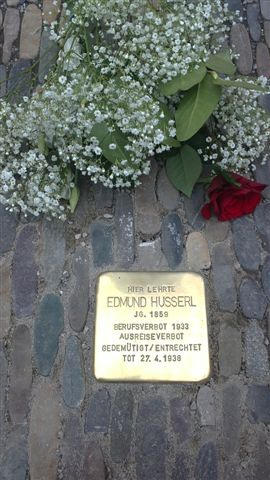
Stolperstein für Edmund Husserl vor dem Kollegiengebäude I der Universität Freiburg

### Phänomenologische Reduktion und Epoché
Einige Jahre nach der Publikation der Logischen Untersuchungen im Jahr 1900–1901 entwickelte Husserl einige entscheidende begriffliche Differenzierungen. Er war zu der Auffassung gelangt, dass zur Untersuchung der Struktur des Bewusstseins zwischen einem „Akt des Bewusstseins“ und einem „Phänomen, auf welches es sich richtet“ (das Objekt, auf das man sich intentional bezieht) zu unterscheiden sei. Das Wissen um das Wesen wäre durch die „Einklammerung“ aller Vorurteile über die Existenz einer Außenwelt möglich. Das entsprechende methodische Verfahren nennt Husserl Epoché (ἐποχή). Diese neue Auffassung führte zur Publikation der Ideen zu einer reinen Phänomenologie und phänomenologischen Philosophie im Jahr 1913 sowie den Plänen für eine zweite Auflage der Logischen Untersuchungen.
Seit der Veröffentlichung seiner Ideen zu einer reinen Phänomenologie und phänomenologischen Philosophie konzentrierte sich Husserl auf die idealen, wesentlichen Strukturen des Bewusstseins. Dabei war das metaphysische Problem der vom wahrnehmenden Subjekt unabhängigen Wirklichkeit der Gegenstände für ihn von keinem besonderen Interesse, obwohl er einen transzendentalen Idealismus vertrat. Er bezeichnete die Weise, mit der wir als „Menschen des natürlichen Lebens“ die natürliche Welt und die uns umgebenden Dinge wahrnehmen, als natürliche Einstellung. Diese sei durch die Annahme gekennzeichnet, dass Objekte außerhalb des wahrnehmenden Subjekts existierten und Eigenschaften besäßen, die wir wahrnehmen:

„Ich finde beständig vorhanden als meine Gegenüber die eine räumlich-zeitliche Wirklichkeit, der ich selbst zugehöre, wie alle anderen in ihr vorfindlichen und auf sie in gleicher Weise bezogenen Menschen. Die ‚Wirklichkeit‘, das sagt schon das Wort, finde ich als daseiende vor und nehme sie, wie sie sich mir gibt, auch als daseiende hin. Alle Bezweiflung und Verwerfung von Gegebenheiten der natürlichen Welt ändert nichts an der Generalthesis der natürlichen Einstellung.“

Gegenüber der natürlichen Einstellung vollzieht die Phänomenologie nun eine Änderung: Sie schaltet die natürliche Einstellung aus, indem sie „eine gewisse Urteilsenthaltung“ übt und die natürliche Welt einklammert. Der Blick richtet sich so auf das transzendentale Ich – und auf seine Bewusstseinsinhalte –, das in vielerlei Hinsicht intentional auf die Objekte gerichtet ist und sie dadurch „konstituiert“. Vom phänomenologischen Standpunkt aus existiert dabei das Objekt nicht einfach „außerhalb“ und gibt auch nicht selbst Hinweise dafür, was es ist, sondern wird zu einem Bündel von wahrnehmbaren und funktionalen Aspekten, die sich gegenseitig unter der Idee eines bestimmten Objekts oder „Typs“ implizieren. Die Realität der Objekte wird von der Phänomenologie nicht abgelehnt, sondern „eingeklammert“ – als eine Weise, wie wir Objekte betrachten, anstelle einer Eigenschaft, die dem Wesen des Objekts innewohnt. Um die Welt der Erscheinungen und der Dinge besser zu verstehen, zielt die Phänomenologie darauf, die invarianten Strukturen unserer Wahrnehmungsweisen zu identifizieren und liefert so Erkenntnis über das leistende Bewusstsein und die Strukturen dieser Leistungen.

## Philosophie als strenge Wissenschaft
Husserl antwortete auf Diltheys 1911 erschienene Weltanschauungsphilosophie noch im selben Jahr mit dem Aufsatz Philosophie als strenge Wissenschaft. Husserl weist dort zunächst den Naturalismus zurück, da dieser sich nicht selbst über seine erkenntnistheoretischen Voraussetzungen Klarheit verschaffen kann. Dies kann nur eine „wissenschaftliche Wesenserkenntnis des Bewußtseins“ leisten und diese ist die Phänomenologie. Sie ermittelt das, was allen individuellen Bewusstseinsakten gemeinsam ist, nämlich Bewusstsein von… zu sein, d. h., sie meinen ein Gegenständliches. Im Absehen von dem im von… gemeinten ergibt sich das Wesen der Bewusstseinsakte, es lässt sich als „objektive Einheit fixieren“.
Die Feststellung objektiv gültiger Tatsachen ist möglich, weil, auch wenn diese historisch Gewordene sind, sie trotzdem absolut gültig sein können – die Genesis beeinträchtigt nicht die Geltung. Als Beispiel eines Systems notwendiger Sätze nennt Husserl die Mathematik, welche für die Beurteilung der Wahrheit ihrer Theorien sich überhaupt nicht an der Historie orientieren kann. „Die ‚Idee‘ der Wissenschaft […] ist eine überzeitliche, […] durch keine Relation auf den Geist einer Zeit begrenzt.“ Husserl proklamiert daher gegen die Weltanschauungsphilosophie den „Wille[n] zu strenger Wissenschaft“.

## Das Spätwerk: Krisis der Wissenschaften

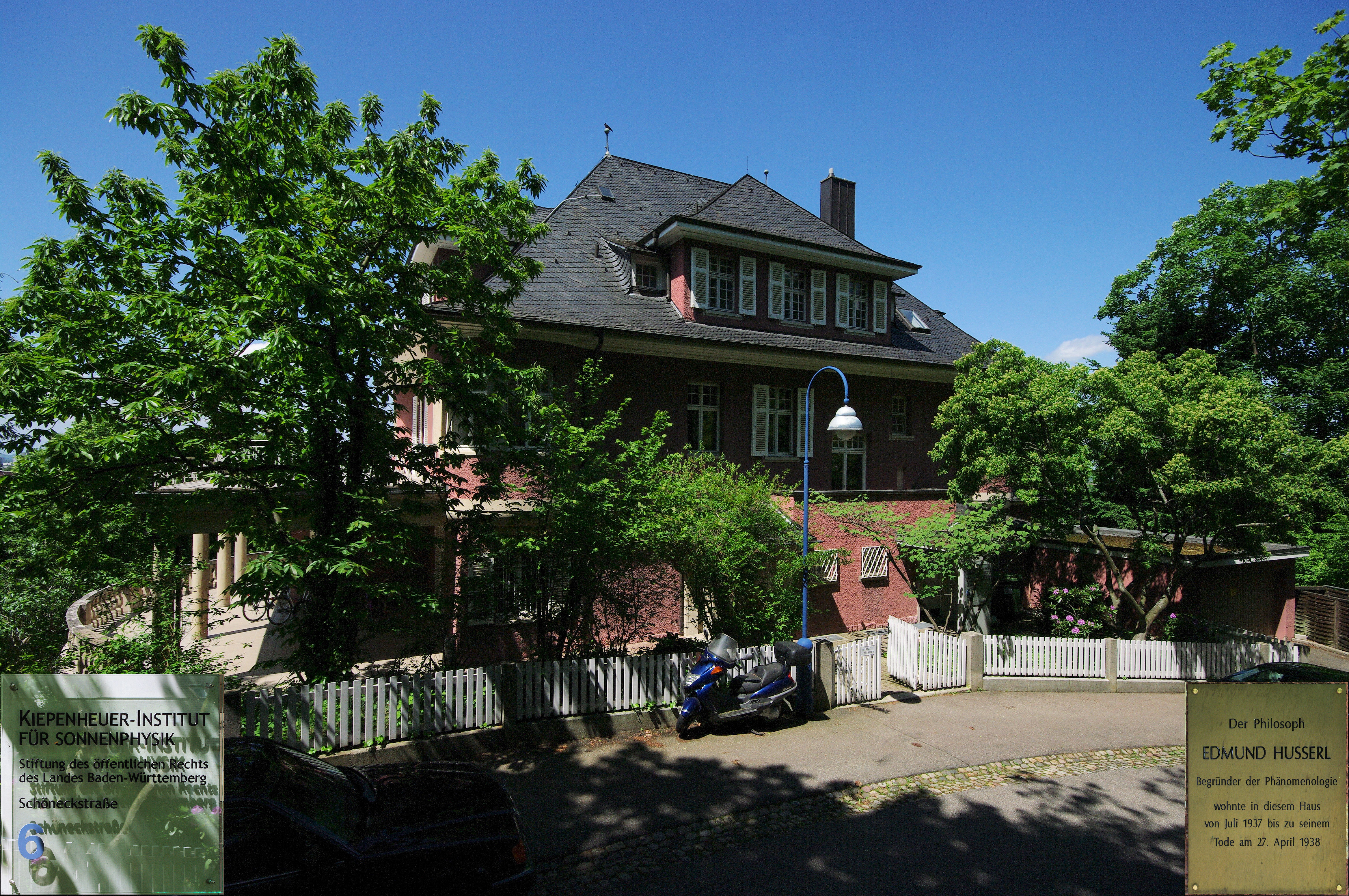
Das Wohnhaus Husserls in Freiburg von Juli 1937 bis zu seinem Tod am 27. April 1938

In seinem Spätwerk kritisierte Husserl, dass die modernen Wissenschaften mit ihrem Anspruch, die Welt objektivistisch zu erfassen, die Fragen der Menschen nach dem Sinn des Lebens nicht mehr beantworten. Er forderte daher die Wissenschaften auf, sich darauf zu besinnen, dass sie selbst ihre Entstehung der menschlichen Lebenswelt verdanken. Die Lebenswelt, als zentraler Begriff, ist für Husserl die vortheoretische und noch unhinterfragte Welt der natürlichen Einstellung: die Welt, in der wir leben, denken, wirken und schaffen.
Husserls transzendentale Phänomenologie versucht, die entstandene Entfremdung zwischen den Menschen und der Welt zu vermindern.

## Ontologie und Metaphysik
Husserls Phänomenologie versteht sich zwar als eine Zurückweisung „metaphysische[r] Abenteuer“, keineswegs jedoch als Zurückweisung jeglicher Metaphysik überhaupt. Husserls Auseinandersetzung mit Ontologie und Metaphysik kann in drei Phasen unterteilt werden.
1. In den Logischen Untersuchungen findet sich zunächst eine Neutralität in Hinblick auf die metaphysische Frage, die Husserl hier als „[d]ie Frage nach der Existenz und Natur der ‚Außenwelt‘“.[34] versteht. Er konzentriert sich in diesem Werk allein auf die „Erkenntnistheorie, als allgemeine Aufklärung über das ideale Wesen und über den gültigen Sinn des erkennenden Denkens“.[34] Jene Erkenntnistheorie, die er auch als apriorische Theorie der Gegenstände als solcher begreift, bezeichnet Husserl später rückblickend mit dem „alten Ausdruck Ontologie“.[35]
2. Die zweite Phase findet sich in den Ideen I. Im Ausgang von der Epoché strebt Husserl nun eine Phänomenologie als eidetische und transzendentale Wissenschaft an. Sie umfasst eine universale formale Ontologie sowie regionale, materiale Ontologien. Diese liegen als Wesenswissenschaften sämtlichen Erfahrungs- bzw. Tatsachenwissenschaften zugrunde[36] und stellen eine „unabläßliche Vorbedingung […] für jede Metaphysik und sonstige Philosophie – ‚die als Wissenschaft wird auftreten können‘“,[37] dar. Husserl vertieft dieses neue Verständnis von Ontologie und Metaphysik vor allem in der Vorlesung Erste Philosophie: Als „Erste Philosophie“ gehe voran „eine Wissenschaft von der Totalität der reinen (apriorischen) Prinzipien aller möglichen Erkenntnisse und der Gesamtheit der in diesen systematisch beschlossenen, also rein aus ihnen deduktibeln apriorischen Wahrheiten“[38] deren „Anwendung“ auf „die Gesamtheit der ‚echten‘, d. i. der in rationaler Methode ‚erklärenden‘ Tatsachenwissenschaften“[39] zu einer „‚Zweiten Philosophie‘“[39] hinführe, die Husserl auch als „‚metaphysische‘ Interpretation des ‚Weltall[s]‘“ (letzteres als „das universale Thema der positiven Wissenschaften“) versteht.[40]
3. Die dritte Phase enthält eine Umkehrung des Verhältnisses von ontologischer Möglichkeit und metaphysischer Wirklichkeit: „Aber das Eidos transzendentales Ich ist undenkbar ohne transzendentales Ich als faktisches“.[41] „Alle Wesensnotwendigkeiten sind Momente seines Faktums“.[42] Und allgemeiner: „Wir kommen auf letzte ‚Tatsachen‘ – Urtatsachen, auf letzte Notwendigkeiten, die Urnotwendigkeiten“.[41] Eine Metaphysik der Urtatsachen liegt jetzt einer phänomenologischen Wesenswissenschaft und Ontologie zugrunde, die wiederum die Bestimmungen a priori für die Tatsachenwissenschaften liefert.

Im Zuge der Rückbesinnung auf Aristoteles seit Trendelenburg, Brentano und Meinong sowie im Umkreis derjenigen frühen Schüler Husserls, die seiner Hinwendung zum Idealismus kritisch gegenüberstanden, entwickelten sich schon früh Ansätze zu Ontologie und Metaphysik, die realistische, in jedem Falle anti-idealistische Züge tragen. Dies gilt etwa für Adolf Reinach, Hedwig Conrad-Martius, Moritz Geiger, Roman Ingarden, aber auch für Nicolai Hartmann. Husserls Assistenten Ludwig Landgrebe und Eugen Fink arbeiteten wiederum auf je eigene Weise an einer Behandlung metaphysischer Fragen im Ausgang von der Husserl’schen Phänomenologie. In der zeitgenössischen Phänomenologie können Weiterführungen bei László Tengelyi, Alexander Schnell, Jocelyn Benoist, Jean-François Lavigne und Dominique Pradelle gefunden werden.

## Intersubjektivität
Den besten Aufschluss über Husserls Phänomenologie der Intersubjektivität geben die Bände 13–15 der Husserliana (Hua). Diese Editionen zeichnen sich formal dadurch aus, dass sie mit wenigen Ausnahmen auf den sogenannten „Forschungsmanuskripten“ beruhen, die Husserl monologisch nur für sich selbst schrieb, und in denen er nicht Problemlösungen einem Publikum vorlegt, sondern nach solchen sucht. Der erste Band umfasst Haupttexte zur Phänomenologie der Intersubjektivität von 1905 bis 1920, der zweite solche von 1921 bis 1928, und der dritte solche von 1929 bis 1935. Die Aufteilung in drei verschiedene Bände entspricht drei verschiedenen großen Arbeitsphasen von Husserls Ringen um die Konzeption und Darstellung seiner phänomenologischen Philosophie.

### Hua XIII
Der früheste Text, der zum Problem der Intersubjektivität im Nachlass gefunden werden konnte, stammt aus dem Sommer 1905, trägt den von Husserl stammenden Titel „Individualität von Ich und Erlebnissen“ und ist dem Unterschied der erlebenden Individuen gewidmet. Er stammt aus dem Beginn der Zeit, in der Husserl die Idee der phänomenologischen Reduktion als „prinzipiellste aller Methoden“ erarbeitete, und die 1910/11 mit den Vorlesungen „Grundprobleme der Phänomenologie“ einen Höhepunkt erreichte. Der Hauptpunkt dieser Vorlesungen bestand in der Überwindung des phänomenologischen Solipsismus, in dem Husserl mit seiner Konzeption der phänomenologischen Reduktion in seinen Vorlesungen „Einführung in die Erkenntnistheorie“ von 1906/07 und in der Einleitung seiner Vorlesung „Hauptstücke aus der Phänomenologie und Kritik der Vernunft“ von 1907 noch befangen war, durch die Ausdehnung der phänomenologischen Reduktion auf die Intersubjektivität. Konkreter gesprochen bestand er darin, dass er die in der Einfühlung (Fremderfahrung) vergegenwärtigten anderen (fremden) intentionalen Bewusstseinssubjekte mit in das phänomenologische Forschungsfeld einbezog. Begreiflicherweise begann Husserl in den Jahren zwischen 1905 und 1910/11, sich auch mit den damals bekanntesten Theorien der Erkenntnis von fremden Ich auseinanderzusetzen: mit Benno Erdmanns Theorie des Analogieschlusses auf das fremde Ich sowie Theodor Lipps’ Kritik derselben und dessen eigener Theorie der in seiner Ästhetik wurzelnden Lehre der unmittelbaren Einfühlung von Erlebnissen in wahrgenommene äußere Leiber. Beide Theorien hielt Husserl für falsch. Von Lipps übernahm Husserl für die Fremderfahrung das Wort Einfühlung, obschon er dessen Theorie der Einfühlung immer ablehnte und der Auffassung war, dass für die Erfahrung fremder Erlebnisse „Einfühlung ein falscher Ausdruck ist“, da diese Erfahrung durch Vergegenwärtigung sich fremder Erlebnisse bewusst ist und in ihr daher nicht aktuelle eigene eingefühlt (introjiziert) sein können.
Doch erst in den Jahren 1914/15 hat Husserl sich mit der Analyse der Einfühlung intensiv beschäftigt und diese Problematik in einer Weise gestaltet, die auch für seine spätere Auseinandersetzung mit ihr während der zwanziger und dreißiger Jahre grundlegend war. Die entsprechende Textgruppe handelt zwar nicht ausschließlich von der Einfühlung (Fremderfahrung), sondern auch von verschiedenen anderen Arten (Weisen) von Vergegenwärtigungen; die Einfühlung ist aber ein durchgängiges Problem. Der dritte dieses sechs Texte trägt den Titel: „Studien über anschauliche Vergegenwärtigungen, [d. h. über] Erinnerungen, Phantasien, Bildvergegenwärtigungen mit besonderer Rücksicht auf die Frage des darin vergegenwärtigten Ich und die Möglichkeit, sich Ich’s vorstellig zu machen“, und Husserl bemerkt in einer späteren Fußnote dazu: „Der Zweck dieser Studien war, für die besondere Weise der Vergegenwärtigung, die Einfühlung heisst, etwas zu lernen.“ Dieser Kontext zeigt, dass Husserl das Problem der Erfahrung (Einfühlung) des Anderen (d. h. eines anderen Ich und seiner Erlebnisse) als eine Art von Vergegenwärtigung wie etwa die Erinnerung an eigene Erlebnisse anging, die als eine andere Art von Vergegenwärtigung auch ein Ich und seine Erlebnisse vergegenwärtigt, die nicht unmittelbar gegenwärtig sind. Während aber die in der Erinnerung erinnerten eigenen Erlebnisse vergangene sind und das erinnerte Ich dasselbe ist wie das sich erinnernde, können die in der Einfühlung vergegenwärtigten Erlebnisse zeitlich gegenwärtig sein, und es besteht keine Identität zwischen einfühlendem und eingefühltem Ich.
Im ersten Text dieser Gruppe stellt Husserl die Frage: „Wie findet diese Interpretation [eines Körpers außer mir als fremder Mensch] statt?“ und antwortet schließlich, nachdem er den, aber ab 1920/21 nicht mehr befriedigenden Ansatz versucht hat, die Möglichkeit eines fremden Ich vor seiner wirklichen Erfahrung zu denken, mit dem für ihn nun immer geltenden Satz: „Hätte ich keinen Leib, wäre mir nicht mein Leib, mein empirisches Ich […] gegeben, so könnte ich also keinen anderen Leib, keinen anderen Menschen ‚sehen’ […] Fremden Leib kann ich nur erfassen in der Interpretation eines dem meinen ähnlichen Leibkörpers als Leibes und damit als Trägers eines Ich (eines dem meinen ähnlichen).“ Dieser Satz ist die Grundlage der „Paarung [zwischen fremden Leibkörper und eigenem Leib] als assoziativ konstituierende Komponente der Fremderfahrung“ im § 51 in der fünften der Cartesianischen Meditationen von 1931. Husserl denkt in der Textgruppe von 1914/15 das andere Ich als Analogon des eigenen Ich im Dort, d. h. als Gesichtspunkt auf die Welt, die ich hätte, wenn ich nicht hier, sondern dort wäre.
Im Text Nr. 14 aus der Zeit zwischen 1914 und 1917 geht Husserl dem durch die psychophysische Konditionalität bedingten Relativismus der Normalität der Erfahrung nach und erörtert Bedingungen der Möglichkeit der intersubjektiven Objektivität der Natur bis hin zur logisch-mathematischen Objektivität. Er äußert in diesem Zusammenhang wohl zum ersten Mal den Gedanken der Intersubjektivität der Erscheinungen („Aspekte“, Anblicke), die er in der ersten Fassung der Ideen II noch als dem einzelnen Subjekt – der einzelnen Monade – zugehörig betrachtete. Im Text Nr. 15 aus dem September 1918 entwickelt er die Unterscheidung zwischen „gerader Einfühlung“, in welcher der Einfühlende auf die dem eingefühlten Ich erscheinende Umwelt gerichtet ist, und „obliquer Einfühlung“, in welcher der Einfühlende auf die intentionalen Erlebnisse des eingefühlten Ich reflektiert. Im Zentrum des letzten, im Sommer 1920 entstandenen Textes von Hua XIII steht der Unterschied zwischen „uneigentlicher (unanschaulicher) Einfühlung“, die der naturwissenschaftlichen Psychologie, und der „eigentlichen (anschaulichen Einfühlung)“ als „absolut einfühlender Kenntnisnahme“, die den Geisteswissenschaften zugrunde liegt.

### Hua XIV
Aus den zahlreichen Texten, die in Zur Phänomenologie der Intersubjektivität, Zweiter Teil: 1921–1928 veröffentlicht wurden, seien hier nur vier Themen aus Texten oder Textgruppen hervorgehoben.
1. Im ersten der Texte aus dem Zusammenhang der Vorbereitungen eines „grossen systematischen Werkes“ (1921/22) bringen ihn seine phänomenologischen Analysen zum ersten Mal zur Anerkennung des eingefühlten Ich als radikale Transzendenz gegenüber dem eigenen Ich, obschon es zum transzendental-phänomenologischen Bereich gehört: „Die Einfühlung schafft die erste wahre Transzendenz […] Hier ist ein zweiter Bewusstseinsstrom mitgesetzt, nicht [wie die physischen Dinge] als Sinnbildung meines Stromes, sondern als durch seine Sinnbildung [Konstitution] und Rechtgebung nur indiziert […].“[62]
2. Besondere Beachtung verdienen innerhalb der Textgruppe von 1921/22 die Texte Nr. 9 und 10 und ihre Beilagen, die Husserl unter den Titel „Gemeingeist“ stellte. Diesen Begriff übernimmt Husserl vom Begründer der deutschen Soziologie, Ferdinand Tönnies (1855–1936). Mit ihm wird im Deutschen seit Herder der gemeinsame Geist einer Gemeinschaft bezeichnet. Husserl hat diesen Begriff in dem von ihm mit „Personale Einheiten höherer Ordnung und ihre Wirkungskorrelate“ überschriebenen Text Nr. 10 übernommen; in Text Nr. 9 bezieht er sich namentlich auf Tönnies und sein Werk Gemeinschaft und Gesellschaft.[63] In Text Nr. 10 heißt es: „Es ist also keine blosse Analogie, kein blosses Bild, wenn wir von einem Gemeingeist […] sprechen, ebenso wenig als wenn wir korrelativ von einem Gebilde wie der Sprache sprechen oder der Sitte usw. Eine Fakultät hat Überzeugungen, Wünsche, Willensentschlüsse, sie vollzieht Handlungen, ebenso ein Verein, ein Volk, ein Staat. Und auch von Vermögen, von Charakter, von Gesinnung usw. können wir im strengen, aber entsprechend höherstufigen Sinn reden.“[64] Ebenso wichtig und für Text Nr. 10 grundlegend ist Text Nr. 9, dem Husserl auch den Titel „Gemeingeist“ gab. Hier geht es um die „sozialen Akte“, die Husserl vom bloßen Einfühlen und Verstehen unterscheidet und die er in diesem Text, nur andeutungsweise gesprochen, in Akte des sich an Andere Wendens, ihnen etwas Zeigens, des in der Ich-Du-Beziehung miteinander Sprechens, des miteinander gemeinsam etwas Wollens, etwas Verrichtens, einander Liebens in dessen verschiedenen Weisen (von der sexuellen Liebe bis zur Nächstenliebe) differenziert. In keinen anderen Texten hat Husserl so differenziert von solchen sozialen Akten und entsprechenden Gemeinschaften gesprochen wie in diesen beiden und ihren Beilagen.
3. Im Text Nr. 19 (zwischen 1925 und 1928) wird der Begriff der „Originalität“, der schon in Text Nr. 11 (um 1921) zur Sprache kam, genauer analysiert. Husserl versucht zuerst, auch die Erfahrung von Anderen als originale Erfahrung zu bestimmen, verwirft dann aber diesen Ansatz und unterscheidet schließlich drei verschiedene Begriffe der originalen Erfahrung: 1. die Sphäre der „primordinalen Originalität (Uroriginalität)“,[65] „die originale Erfahrung, die keine Einfühlungsbestände, keine Bestände des fremden Subjekts […] gelten lässt“,[66] 2. die Sphäre der „sekundären Originalität [erste Originarität]“, „die eines jeden Anderen originale Erfahrungssphäre in sich schliesst“,[67] 3. meine „tertiäre originale Erfahrung [= zweite Originarität]“, die mir „Kulturobjekte gibt, die ihrerseits ihre Sinngebung ursprünglich den kultivierenden [fremden] Subjekten verdanken“.[68] In dieser Differenzierung tritt zum ersten Mal der Begriff der „primordinalen Originalität (Uroriginalität)“ auf, den Husserl in seinem Begriff der Primordinalspähre oder Eigenheitsspäre in der fünften Cartesianischen Meditation (Hua I) übernimmt und der grundlegend ist für seinen Begriff der Monade: Die Monade ist nach Husserl identisch mit der Sphäre der primordinalen Originalität oder der Eigenheit.
4. Die Texte (Nr. 20–37) aus dem Zusammenhang des zweiten Teils der Vorlesungen „Einführung in die Phänomenologie“ des WS 1926/27 enthalten die genauesten Reflexionen und phänomenologischen Analysen zum Problem der Fremderfahrung, der „Wahrnehmung eines Menschen“, seit der Textgruppe von 1914/15 in Hua XIII. Die größte Leistung dieser Reflexionen ist ihr Erweis, dass das für die Einfühlung grundlegende unmittelbare Wahrnehmen der Entsprechung zwischen dem mir im äußeren Raum erscheinenden sich bewegenden (sich verhaltenden) fremden und dem mir erscheinenden eigenen Leib, trotz der prinzipiellen Verschiedenheit ihrer visuellen Erscheinungsweisen, durch die konstitutive Rückbeziehung jeder räumlichen Bewegung und Ortsveränderung auf das eigene subjektive „kinästhetische“ Bewegen und Bewegenkönnen ohne Analogisierung „ohne weiteres“[69] verständlich wird.[70] Dieses bloß sinnliche, gegenwärtigende Sehen ist zwar noch kein vergegenwärtigendes „in der Phantasie“ sich Versetzen auf den Gesichtspunkt dieses sich zu seiner räumlichen Umgebung verhaltenden lebendigen Wesens und damit noch kein Verstehen eines anderen Ich, aber dessen notwendige Grundlage.

### Hua XV
Der dritte Teil von Zur Phänomenologie der Intersubjektivität, Dritter Teil: 1929–1935. umfasst 670 Seiten. Der Text Nr. 35 und seine Beilage XLVIII aus dem September 1933 widmen sich gegenüber den beiden vorangehenden Bänden einem ganz neuen, durch die Problematik der Lebenswelt bedingten sehr reichhaltigen Thema: dem Verhältnis von Heimwelt und fremder Welt, der Zueignung von fremden Welten („Verheimatlichen von Fremde“), dem einander Verstehen als Menschen mit einem Sinneskern von Welt als einem verstandenen „Kern der Unverstandenheiten, die Menschentum und Welt erst konkret machen in ihrer natürlichen Relativität“. Die Beilage endet mit den Sätzen „Wir leben normalerweise […] in einer Umwelt, die für uns […] wirklich vertraute Welt ist […]. Im mittelbaren Horizont sind die fremdartigen Menschheiten und Kulturen; die gehören dazu als fremde und fremdartige, aber Fremdheit besagt Zugänglichkeit in der eigentlichen Unzugänglichkeit im Modus der Unverständlichkeit.“

## Phänomenologie des Raumes und der Bewegung (HuaXVI)
Husserl hat sich zeitlebens mit der Analyse der Wahrnehmung von räumlichen Gegenständen beschäftigt. Von besonderer Bedeutung ist dabei eine im Sommersemester 1907 gehaltene Vorlesung, die 1973 unter dem Titel Ding und Raum als Band XVI der Husserliana publiziert wurde. Dem Grundgedanken der phänomenologischen Intentionalanalyse entsprechend, steht in Husserls Wahrnehmungsanalysen die „Korrelation von Wahrnehmung und wahrgenommener Dinglichkeit“ im Zentrum. Dabei zeigt sich, dass im Bewusstsein des Wahrnehmenden das wahrgenommene Ding immer nur einseitig gegeben ist. Diese „wesentliche Inadäquation jeder vereinzelten äußeren Wahrnehmung“ zeichnet die „Wahrnehmung räumlicher Dinge“ aus. Ihr entspricht die notwendige Verwiesenheit auf weitere mit- und untereinander verbundene Wahrnehmungsmöglichkeiten von demselben Ding. Wahrnehmungsdinge können daher nicht in isolierten Akten des Wahrnehmens erfasst werden, sondern nur in Wahrnehmungsprozessen, die in „Synthesen der Identifikation übergehen“.
Husserl vertieft seine Wahrnehmungsanalysen, indem er die Abhängigkeit der Konstitution des Wahrnehmungsgegenstandes von leiblichen Bewegungsphänomenen thematisiert und den Zusammenhang zwischen den Bewegungsempfindungen, den sog. Kinästhesen, und den mit ihnen jeweils verbundenen Erscheinungsabwandlungen untersucht. Die besondere Leistung der Kinästhesen besteht zum einen in der Konstitution identischer, körperlich-voluminöser Gegenstände. Zum anderen konstituiert sich gemäß Husserl (anders als für Kant) in und durch die Erscheinungen der wahrgenommenen Dinge zugleich der Raum unserer Wahrnehmungserfahrung. Auch der Raum wird daher letztlich in den kinästhetischen Wahrnehmungssystemen konstituiert.
Im Einzelnen arbeitet Husserl die verschiedenen, für die Konstitution des Dinges und des Raumes notwendigen kinästhetischen Leistungen und Erfahrungen heraus, indem er vom einäugigen zum zweiäugigen Sehen, vom starren Blick zur Augen-, Kopf- und Oberkörperbewegung und schließlich zur freien leiblichen Bewegung des Wahrnehmenden übergeht. Dabei äußert er sich hinsichtlich der Frage, welche Kinästhesen letztlich die Erfahrung der dreidimensionalen körperlich-räumlichen Welt zu Stande bringen, schwankend. Während er im Rahmen von Ding und Raum erwogen hat, dass der Übergang vom einäugigen zum zweiäugigen Sehen bereits mit der Erfahrung räumlicher Tiefe verbunden ist, hat er in späteren Arbeiten die Konstitution räumlicher Tiefe als Leistung des taktuellen Feldes verstanden. In sachlicher Hinsicht dürfte es allerdings wenig sinnvoll sein, die konstitutiven Leistungen der visuellen oder taktuellen Wahrnehmung und der ihnen entsprechenden Kinästhesen gegeneinander auszuspielen. Vielmehr sind das visuelle und das taktuelle Feld nach Husserl eng miteinander verflochten.

## Ethik
Husserls ethische Überlegungen lassen sich in drei Phasen einteilen: die frühe Phase einer kognitivistisch orientierten Wertethik, die mittlere Phase einer rationalistischen Willensethik und die Spätphase einer affektiven Liebesethik. Alle diese Phasen sind von den phänomenologischen Begriffen des Wertes und der Person durchzogen. Husserls Ziel in der Ethik ist es, mithilfe seiner phänomenologischen Methode einen Mittelweg zwischen Gefühlsmoral und Verstandesmoral zu ebnen.
Dabei soll die Herausarbeitung einer formalen und materialen Rationalität der Gemütsakte des Wertens und Wollens den Subjektivismus und Relativismus der Gefühlsmoral zurückweisen. Gleichzeitig hält Husserl gegen die rationalistische Ignoranz der Rolle der Gefühle an der These fest, dass uns Ethisches letztlich nur in Gemütsakten, d. h. in Akten des Wertens und Wollens zugänglich ist und auch nur darin gründen kann.
In den Vorlesungen über Ethik und Wertlehre von 1914 vertritt Husserl einen strengen Parallelismus zwischen Logik und Ethik und spricht gemäß seiner antipsychologistischen Auffassung ethischen Sachverhalten eine Eigenrealität zu. Obwohl er in seinem an Brentano angelehnten kategorischen Imperativ „Tue das Beste unter dem Erreichbaren!“ die Situation des handelnden Subjekts mitberücksichtigt, tut er dies unter der Prämisse, dass es in jeder Situation ein formales und materiales Apriori gibt, das eidetisch zu ermitteln wäre. Diese Haltung, dass jedes beliebige Subjekt „nachrechnen“ könnte, was für es zu tun eidetisch richtig wäre, gibt Husserl in seiner späten Ethik auf. Dabei ist es aber nicht so, dass er seine axiologische Theorie und seine Überlegungen zu Vorzugsgesetzen des Wollens als falsch verwerfen würde. Er hält sie bloß nicht mehr für eine Zugangsweise, die der ethischen Erfahrung angemessen wäre. Entscheidend hierfür ist Moritz Geigers Einwand, dass „es lächerlich wäre, an eine Mutter die Forderung zu stellen, sie solle erst erwägen, ob die Förderung ihres Kindes das Beste in ihrem praktischen Bereich sei“. Das Bemühen, die Objektivität von Werten und die Rationalität des Gefühls phänomenologisch auszuweisen, weicht damit der Einsicht, dass eine rein theoretische bzw. metaethische Betrachtung der ethischen Getroffenheit durch einen Ruf nicht gerecht wird und führt zu einer Fokussierung auf das personale und individualisierende Angerufen-Sein durch „Liebeswerte“. Dies prägt die zweite und dritte Phase von Husserls Ethik ab 1918, wobei diese Phasen teilweise ineinandergreifen. Einerseits weisen die „Fünf Aufsätze über Erneuerung“ aus 1922–1924 deutliche rationalistische und perfektionistische Züge auf: Die Antwort auf den Anruf ist hier ein sich über das ganze Leben erstreckender Willensentschluss, in ständiger Erneuerung auf das Ziel ethischer Vervollkommnung und „wahrer Menschwerdung“ hinzustreben. Andererseits finden sich in Husserls Nachlass die Motive einer Betonung der Affektivität und Passivität des Gerufen-Seins im „absoluten Sollen“ und die Antwort darauf in der aktiven Liebe („Liebeswert“ und „Liebesgemeinschaft“), sowie neben theologisch-teleologischen auch dunklere Motive wie Schicksal, Tod, Opfer und Entscheidung.

## Psychologie und Psychiatrie
Die Schnittfelder der Phänomenologie mit der Psychologie und Psychiatrie stellen wohl eines der fruchtbarsten Anwendungsgebiete des von Husserl begründeten Ansatzes dar. Dies gilt insbesondere für die Psychopathologie, die, in der modernen Form von Karl Jaspers begründet, der Phänomenologie bis heute nachhaltige Impulse verdankt. Im deutschen und französischen Sprachraum übten phänomenologisch-anthropologische Konzeptionen im letzten Jahrhundert einen maßgeblichen, zeitweise sogar dominierenden Einfluss auf die Psychiatrie aus, der sich insbesondere mit den auf Heideggers Fundamentalontologie basierenden Ansätzen der „Daseinsanalyse“ verknüpfte. Nach der letzten umfassenden Synopse von Spiegelberg traten phänomenologische Forschungsrichtungen jedoch in den folgenden zwei Jahrzehnten gegenüber den bis heute dominierenden experimentell-biologischen Paradigmen in den Hintergrund. Während sich die akademische Psychologie seither nur noch vereinzelt für phänomenologische Ansätze offen zeigt, ist in der Psychopathologie und Psychiatrie inzwischen wieder eine lebhafte, auch internationale Renaissance der Phänomenologie zu beobachten, die in erster Linie auf die Konzeptionen Husserls und Merleau-Pontys zurückgreift.
Husserl selbst hat trotz seiner Ablehnung des Psychologismus in den Logischen Untersuchungen durchaus Ansätze zu einer phänomenologischen Psychologie entwickelt, insbesondere in den gleichnamigen Vorlesungen von 1925, in denen die Konzeption einer solchen Psychologie als „apriorische[r] Wissenschaft vom Seelischen“ skizziert und als eine Form „regionaler Ontologie“ von der transzendentalen Phänomenologie unterschieden wird. Während die phänomenologische Psychologie sich auf dem Feld der unmittelbaren Selbst- und Fremderfahrung bewegt, deren Aufbau und Wesenstypik sie mittels der phänomenologischen Reduktion und eidetischen Variation erschließen soll, untersucht die transzendentale Phänomenologie die Konstitution alles in der subjektiven Erfahrung Gegebenen auf dem Boden der transzendentalen (absoluten) Subjektivität – eine Unterscheidung, die später auch für die Psychopathologie bedeutsam wurde, da in bestimmten Formen psychotischer Erfahrung gerade diese basalen Konstitutionsleistungen gestört sind. Allerdings blieb das Projekt unausgeführt und der Beitrag der Phänomenologie zur akademischen Psychologie infolgedessen begrenzt.
In der Zeit nach dem Zweiten Weltkrieg entwickelte sich eine lebendige phänomenologische Bewegung in den Niederlanden, vertreten insbesondere durch Frederik Buytendijk, Johannes Linschoten und Jan van den Berg. Reichhaltige Forschungen galten dabei insbesondere der Phänomenologie der menschlichen Situation, etwa in alltäglichen Erfahrungen wie der Begrüßung, dem Autofahren, der sexuellen Begegnung oder dem Einschlafen.
Abschließend sei noch auf die für die Zukunft der Forschungsrichtung bedeutsame Frage der phänomenologischen Methode hingewiesen, die sich gerade in der Psychologie gegenüber der dominanten empirisch-experimentellen Orientierung zu behaupten hat. Eine elaborierte Methodik deskriptiver Phänomenologie wurde unter anderem von Giorgi seit den 1960er Jahren an der Duquesne University entwickelt. Basierend auf der phänomenologischen Epoché und eidetischen Variation, soll die subjektive Erfahrung in empathischer Intuition erfasst und so als Basis für weitere qualitative Analysen genutzt werden. Ähnliche Ansätze zur Praxis phänomenologischer Introspektion und Erfahrungsanalyse finden sich heute in der französischen Phänomenologie.
Als systematisches Projekt der Untersuchung der Strukturen subjektiver Erfahrung eignete sich die Phänomenologie naturgemäß auch als Grundlagenwissenschaft für die Psychopathologie. Karl Jaspers und Ludwig Binswanger, der über diesen hinausgehend eine phänomenologisch-anthropologische Richtung der Psychiatrie entwickelte, sind hier zu erwähnen. Zu den Hauptvertretern der von Binswanger ausgehenden phänomenologisch-anthropologischen Psychiatrie gehören Erwin Straus, Emil von Gebsattel, Eugen Minkowski, Jürg Zutt, Roland Kuhn, Hubertus Tellenbach, Wolfgang Blankenburg, Bin Kimura und Arthur Tatossian.
Phänomenologische Ansätze in Psychologie und Psychiatrie untersuchen die Phänomene, Strukturen und Aufbauelemente der bewussten Erfahrung, insbesondere hinsichtlich Leiblichkeit, Zeitlichkeit, Intentionalität und Intersubjektivität, um so auch ihre Abwandlungen in psychischer Krankheit zu erfassen. Für die Erforschung dieser Erfahrungsschichten stellt die Phänomenologie ein reichhaltiges Instrumentarium zur Verfügung, das von der phänomenologischen Deskription über die Erfassung von eidetischen Typologien bis zur transzendentalen Phänomenologie, zur Konstitutions- und Lebensweltanalyse reicht. Die damit sich bietenden Forschungsmöglichkeiten sind bei weitem noch nicht ausgeschöpft. Gerade in den letzten zwei Jahrzehnten ist vielmehr eine internationale Renaissance der besonders an Husserl und Merleau-Ponty orientierten phänomenologischen Psychiatrie zu beobachten, die die Bedeutung der präreflexiven und affektiven Erfahrung, der „passiven Synthesen“ in der Erfahrungskonstitution und nicht zuletzt der transzendentalen Intersubjektivität für das Verständnis psychischer Erkrankungen aufweisen kann.
Obgleich sie methodisch nach wie vor jegliche Annahmen zu kausalen Erklärungen einklammert, liefert die Phänomenologie damit einen Rahmen für die Analyse der Subjektivität und ihrer Störungen, die auch zu empirisch testbaren Hypothesen über zugrundeliegende ätiologische Prozesse führen. Die phänomenologisch-anthropologische Psychiatrie versteht sich dabei nicht als eine unbeteiligte Beobachtung von außen. Ihre Analysen der Intersubjektivität schließen auch die Beziehung zwischen Patient und Therapeut ein, und ihre besondere Aufmerksamkeit gilt der Phänomenologie des diagnostischen und therapeutischen Prozesses selbst: etwa den Phänomenen der Intuition, der Zwischenleiblichkeit, des empathischen Verstehens und der existenziellen Begegnung: Damit trägt sie nicht zuletzt auch zur philosophischen Grundlegung der Psychotherapie bei. Vor allem in den Konzepten humanistischer und existenzieller Orientierung wie Gestalttherapie, Gesprächstherapie, Daseins- und Existenzanalyse steht sie vielfach als methodisches Werkzeug im Vordergrund. Nicht zuletzt kann die Phänomenologie heute als die maßgebliche Richtung in den Wissenschaften von der Psyche gelten, die die Wirklichkeit und Bedeutsamkeit von Subjektivität und Intersubjektivität gegenüber reduktionistisch-naturalistischen Ansätzen verteidigt.

## Husserls Nachlass
Husserl hat zeit seines Lebens im Vergleich mit dem, was er tatsächlich zu Papier brachte, nur wenig veröffentlicht. Seine Buchpublikationen lassen sich an einer Hand abzählen, und darüber hinaus hat er nur wenige kleinere Texte und Aufsätze bzw. Rezensionen veröffentlicht. Husserl schrieb fast jeden Tag eine Art philosophisches Denktagebuch, in Stenographie verfasste Manuskripte, in denen er Ideen ausprobierte oder Gedankengänge verfolgte, die er teilweise später wieder verwarf. Zum Teil ähneln diese Texte einem reinen Gedankenstrom ohne erkennbare Linie oder Argumentationsrichtung. Dennoch gibt es Aussagen von Husserl, vor allem im vorgerückten Alter, dass seine Manuskripte das Wesentliche seiner Philosophie enthalten, insbesondere deshalb, weil seine veröffentlichten Schriften größtenteils einführenden Charakter haben, die Manuskripte hingegen viele Einzelanalysen sowie Entwürfe und Ansätze zu einem systematischen Werk enthalten, das er ab etwa 1922 verfassen wollte, aber nie vollendete.
Da Husserl vor allem seit Beginn der Zeit des Nationalsozialismus 1933 einsah, dass er zu einem systematischen Abschluss eines solchen Systems der Phänomenologie nicht mehr kommen würde (ganz abgesehen vom durch die Nationalsozialisten erlassenen Publikationsverbot für Juden), traf er Vorkehrungen, seinen Nachlass systematisch zu ordnen, um ihn als Arbeitsmittel für spätere Generationen von Phänomenologen zu archivieren. Unmittelbarer Anlass, die Ordnung vorzunehmen, war der Wunsch, sie dem Brentano-Archiv in Prag anzubieten; in Verbindung damit hätte er auch für sich und seine Familie Asyl beantragen können. Nach dem Einmarsch der Nationalsozialisten in Prag wurde auch diese letzte Hoffnung zerstört.
Husserl nahm diese Ordnung zusammen mit seinen Assistenten Eugen Fink und Ludwig Landgrebe vor. Die verschiedenen Manuskripte wurden zu Konvoluten geordnet und erhielten eine Archiv-Nummer. Hierbei gab es die Hauptgruppen mit den Buchstaben A bis F, die wiederum teilweise in Untergruppen mit römischen Buchstaben geordnet wurden. Die einzelnen Konvolute in diesen Untergruppen wurden wiederum (v. a. in den Gruppen A, B und E) in arabischen Zahlen gruppiert; z. B. ist Konvolut B I 21 das Konvolut 21 in der Untergruppe B I. Jedes Blatt ist nummeriert als a (recto) und b (verso). Die Konvolute reichen von Manuskripten, die nur wenige Seiten umfassen, bis hin zu mehreren hundert Manuskriptblättern, die zum größten Teil auf Blättern im DIN-A-5-Format abgefasst sind.
Natürlich schrieb Husserl auch nachdem er diese Nachlassordnung vorgenommen hatte weiter – die Texte, die nach seinem Tod gesichtet und archiviert wurden, wurden von den nachkommenden Archivaren in die Gruppe K eingeteilt. Die systematische Archivierung wurde später noch weitergeführt, unter Einbezug von Husserls Vorlesungsmitschriften aus seiner Studienzeit sowie seiner Korrespondenz, seiner Bibliothek (sowohl Bücher und Sonderdrucke mit und ohne Annotationen), weiterhin Einlageblättern in Büchern oder Sonderdrucken, sowie schließlich Druckproben, Reinschriften für Publikationen und Arbeiten seiner Assistenten (schriftliche beziehungsweise typographische Abschriften), in denen er zum Teil umfangreiche Anmerkungen anbrachte.
Zur Geschichte von Husserls Nachlass (ca. 40.000 Seiten in Gabelsberger Stenographie) gehört schließlich auch dessen Rettung durch den belgischen Franziskanerpater Herman Leo Van Breda. Husserl starb, bevor er seinen Nachlass in Sicherheit bringen konnte. Van Breda, der 1938 in der Hoffnung, Husserl über seine künftige Dissertation zur Phänomenologie befragen und in seinen unveröffentlichten Texten lesen zu können, nach Freiburg kam, fand Husserls verzweifelte Witwe und die archivierten Manuskripte vor. In einer aufregenden Aktion gelang es Van Breda, den Nachlass per Diplomatenpost über Berlin nach Belgien zu bringen, wo er 1939 das Husserl-Archiv gründete. Dort – im Hoger Instituut voor Wijsbegeerte der Katholieke Universiteit Leuven – liegt heute der Nachlass in der Ordnung, wie sie von Husserl und seinen Assistenten vorgenommen wurde.

## Schriften Husserls

### Husserliana
Husserls Schriften werden für gewöhnlich nach der Husserliana zitiert.
Husserliana: Edmund Husserl – Gesammelte Werke (Kritische Edition). Auf Grund des Nachlasses veröffentlicht vom Husserl-Archiv Leuven. Nijhoff, Den Haag, bzw. Dordrecht / Boston / Lancaster, 1950 ff., jetzt: Springer, Berlin 2008: 42 Bände.
- Hua I: Cartesianische Meditationen und Pariser Vorträge. Hrsg. und eingeleitet von Stephan Strasser. Nachdruck der 2., verbesserte Auflage. 1991, ISBN 90-247-0214-3.
- Hua II: Die Idee der Phänomenologie. Fünf Vorlesungen. Hrsg. und eingeleitet von Walter Biemel. Nachdruck der 2., erg. Auflage. 1973, ISBN 90-247-5139-X.
- Hua III/1 und III/2: Ideen zu einer reinen Phänomenologie und phänomenologischen Philosophie. Erstes Buch: Allgemeine Einführung in die reine Phänomenologie. In: zwei Bänden; 1. Halbband: Text der 1. – 3. Auflage. 2. Halbband: Ergänzende Texte (1912–1929). (Neu hrsg. von Karl Schuhmann. Nachdruck 1976. 1. Halbband: ISBN 90-247-1913-5; 2. Halbband: ISBN 90-247-1914-3)
- Hua IV: Ideen zu einer reinen Phänomenologie und phänomenologischen Philosophie. Zweites Buch: Phänomenologische Untersuchungen zur Konstitution. Hrsg. von Marly Biemel. Nachdruck. 1991, ISBN 90-247-0218-6.
- Hua V: Ideen zu einer reinen Phänomenologie und phänomenologischen Philosophie. Drittes Buch: Die Phänomenologie und die Fundamente der Wissenschaften. Hrsg. von Marly Biemel. Nachdruck, ISBN 90-247-0219-4.
- Hua VI: Die Krisis der europäischen Wissenschaften und die transzendentale Phänomenologie. Eine Einleitung in die phänomenologische Philosophie. Hrsg. von Walter Biemel. Nachdruck der 2., verbesserte Auflage, ISBN 90-247-0221-6.
- Hua VII: Erste Philosophie (1923/24). Erster Teil: Kritische Ideengeschichte. Hrsg. von Rudolf Boehm. 1956, ISBN 90-247-0223-2.
- Hua VIII: Erste Philosophie (1923/24). Zweiter Teil: Theorie der phänomenologischen Reduktion. Hrsg. von Rudolf Boehm. 1959, ISBN 90-247-0225-9.
- Hua IX: Phänomenologische Psychologie. Vorlesungen Sommersemester 1925. Hrsg. von Walter Biemel. 2., verbesserte Auflage. 1968, ISBN 90-247-0226-7.
- Hua X: Zur Phänomenologie des inneren Zeitbewusstseins (1893–1917). Hrsg. von Rudolf Boehm. Nachdruck der 2., verbesserte Auflage. 1969, ISBN 90-247-0227-5.
- Hua XI: Analysen zur passiven Synthesis. Aus Vorlesungs- und Forschungsmanuskripten (1918–1926). Hrsg. von Margot Fleischer. 1966, ISBN 90-247-0229-1.
- Hua XII: Philosophie der Arithmetik. Mit ergänzenden Texten (1890–1901). Hrsg. von Lothar Eley, ISBN 90-247-0230-5.
- Hua XIII: Zur Phänomenologie der Intersubjektivität. Texte aus dem Nachlass. Erster Teil: 1905–1920. Hrsg. von Iso Kern. 1973.  ISBN 90-247-5028-8.
- Hua XIV: Zur Phänomenologie der Intersubjektivität. Texte aus dem Nachlass. Zweiter Teil: 1921–1928. Hrsg. von Iso Kern. 1973, ISBN 90-247-5029-6.
- Hua XV: Zur Phänomenologie der Intersubjektivität. Texte aus dem Nachlass. Dritter Teil: 1929–1935. Hrsg. von Iso Kern, ISBN 90-247-5030-X.
- Hua XVI: Ding und Raum. Vorlesungen 1907. Hrsg. von Ulrich Claesges. 1973, ISBN 90-247-5049-0.
- Hua XVII: Formale und transzendentale Logik. Versuch einer Kritik der logischen Vernunft. Mit ergänzenden Texten. Hrsg. von Paul Janssen. 1974, ISBN 90-247-5115-2.
- Hua XVIII: Logische Untersuchungen. Erster Band: Prolegomena zur reinen Logik. Text der 1. und 2. Auflage. Hrsg. von Elmar Holenstein. 1975, ISBN 90-247-1722-1.
- Hua XIX/1 und Hua XIX/2: Logische Untersuchungen. Zweiter Band: Untersuchungen zur Phänomenologie und Theorie der Erkenntnis. Hrsg. von Ursula Panzer. 1984, ISBN 90-247-2517-8.
- Hua XX/1: Logische Untersuchungen. Ergänzungsband. Erster Teil. Entwürfe zur Umarbeitung der VI. Untersuchung und zur Vorrede für die Neuauflage der Logischen Untersuchungen (Sommer 1913). Hrsg. von Ullrich Melle. 2002, ISBN 1-4020-0084-7.
- Hua XX/2: Logische Untersuchungen. Ergänzungsband. Zweiter Teil. Texte für die Neufassung der VI. Untersuchung: Zur Phänomenologie des Ausdrucks und der Erkenntnis (1893/94 – 1921). Hrsg. von Ullrich Melle, 2005, ISBN 1-4020-3573-X.
- Hua XXI: Studien zur Arithmetik und Geometrie. Texte aus dem Nachlass (1886–1901). Hrsg. von Ingeborg Strohmeyer. 1983, ISBN 90-247-2497-X.
- Hua XXII: Aufsätze und Rezensionen (1890–1910). Hrsg. von Bernhard Rang. 1979, ISBN 90-247-2035-4.
- Hua XXIII: Phantasie, Bildbewusstsein, Erinnerung. Zur Phänomenologie der anschaulichen Vergegenwärtigungen. Texte aus dem Nachlass (1898–1925). Hrsg. von Eduard Marbach. 1980, ISBN 90-247-2119-9.
- Hua XXIV: Einleitung in die Logik und Erkenntnistheorie. Vorlesungen 1906/07. Hrsg. von Ullrich Melle. 1984, ISBN 90-247-2947-5.
- Hua XXV: Aufsätze und Vorträge (1911–1921). Hrsg. von Thomas Nenon und Hans Rainer Sepp. 1987, ISBN 90-247-3216-6.
- Hua XXVI: Vorlesungen über Bedeutungslehre. Sommersemester 1908. Hrsg. von Ursula Panzer. 1987, ISBN 90-247-3383-9.
- Hua XXVII: Aufsätze und Vorträge (1922–1937). Hrsg. von Thomas Nenon und Hans Rainer Sepp.1989, ISBN 90-247-3620-X.
- Hua XXVIII: Vorlesungen über Ethik und Wertlehre (1908–1914). Hrsg. von Ullrich Melle. 1988, ISBN 90-247-3708-7.
- Hua XXIX: Die Krisis der europäischen Wissenschaften und die transzendentale Phänomenologie. Ergänzungsband. Texte aus dem Nachlass 1934–1937. Hrsg. von R.N. Smid. 1993, ISBN 0-7923-1307-0.
- Hua XXX: Logik und allgemeine Wissenschaftstheorie. Vorlesungen Wintersemester 1917/18. Mit ergänzenden Texten aus der ersten Fassung von 1910/11. Hrsg. von Ursula Panzer. 1996, ISBN 0-7923-3731-X.
- Hua XXXI: Aktive Synthesen. Aus der Vorlesung „Transzendentale Logik“ 1920/21. Ergänzungsband zu „Analysen zur passiven Synthesis“. Hrsg. von Roland Breeur. 2000, ISBN 0-7923-6342-6.
- Hua XXXII: Natur und Geist. Vorlesungen Sommersemester 1927. Hrsg. von Michael Weiler, 2001, ISBN 0-7923-6714-6.
- Hua XXXIII: Die Bernauer Manuskripte über das Zeitbewusstsein (1917/18). Hrsg. von Rudolf Bernet und Dieter Lohmar. 2001, ISBN 0-7923-6956-4.
- Hua XXXIV: Zur phänomenologischen Reduktion. Texte aus dem Nachlass (1926–1935). Hrsg. von Sebastian Luft, 2002, ISBN 1-4020-0744-2.
- Hua XXXV: Einleitung in die Philosophie. Vorlesungen 1922/23. Hrsg. von Berndt Goossens, 2002, ISBN 1-4020-0080-4.
- Hua XXXVI: Transzendentaler Idealismus. Texte aus dem Nachlass (1908–1921). Hrsg. von Robin D. Rollinger in Verbindung mit Rochus Sowa, 2003, ISBN 1-4020-1816-9.
- Hua XXXVII: Einleitung in die Ethik. Vorlesungen Sommersemester 1920 und 1924. Hrsg. von Henning Peucker. 2004, ISBN 1-4020-1994-7.
- Hua XXXVIII: Wahrnehmung und Aufmerksamkeit. Texte aus dem Nachlass (1893–1912). Hrsg. von Thomas Vongehr und Regula Giuliani. 2004, ISBN 1-4020-3117-3.
- Hua XXXIX: Die Lebenswelt. Auslegungen der vorgegebenen Welt und ihrer Konstitution. Texte aus dem Nachlass (1916–1937). Hrsg. von Rochus Sowa. 2008, ISBN 978-1-4020-6476-0.
- Hua XL: Untersuchungen zur Urteilstheorie. Texte aus dem Nachlass (1893–1918). Hrsg. von Robin D. Rollinger. 2009, ISBN 978-1-4020-6896-6.
- Hua XLI: Zur Lehre vom Wesen und zur Methode der eidetischen Variation. Texte aus dem Nachlass (1891–1935). Hrsg. von Dirk Fonfara. 2012, xlv + 499 pp. HB, ISBN 978-94-007-2624-6.
- Hua XLII: Grenzprobleme der Phänomenologie. Analysen des Unbewusstseins und der Instinkte. Metaphysik. Späte Ethik. Texte aus dem Nachlass (1908–1937). Hrsg. von Rochus Sowa und Thomas Vongehr. 2014, ISBN 978-94-007-5813-1.

Husserliana: Materialien. Hrsg. von Elisabeth Schuhmann, Michael Weiler und Dieter Lohmar, Dordrecht 2001 ff.
- Hua Mat I: Logik. Vorlesung 1896. Hrsg. von Elisabeth Schuhmann. 2001, ISBN 0-7923-6911-4.
- Hua Mat II: Logik. Vorlesung 1902/03. Hrsg. von Elisabeth Schuhmann. 2001, ISBN 0-7923-6912-2.
- Hua Mat III: Allgemeine Erkenntnistheorie. Vorlesung 1902/03. Hrsg. von Elisabeth Schuhmann. 2001, ISBN 0-7923-6913-0.
- Hua Mat IV: Natur und Geist. Vorlesungen Sommersemester 1919. Hrsg. von Michael Weiler. 2002, ISBN 1-4020-0404-4.
- Hua Mat V: Urteilstheorie. Vorlesung 1905. Hrsg. von Elisabeth Schuhmann. 2002, ISBN 1-4020-0928-3.
- Hua Mat VI: Alte und neue Logik. Vorlesung 1908/09. Hrsg. von Elisabeth Schuhmann. 2003, ISBN 1-4020-1397-3.
- Hua Mat VII: Einführung in die Phänomenologie der Erkenntnis. Vorlesung 1909. Hrsg. von Elisabeth Schuhmann. 2005, ISBN 1-4020-3306-0.
- Hua Mat VIII: Späte Texte über Zeitkonstitution (1929–1934): Die C-Manuskripte. Hrsg. von Dieter Lohmar. 2006, ISBN 1-4020-4121-7.
- Hua Mat IX: Einleitung in die Philosophie. Vorlesungen 1916–1920. Hrsg. von Hanne Jacobs. 2012, ISBN 978-94-007-4657-2.

Husserliana: Dokumente. Den Haag/Dordrecht 1977 ff.
- Hua Dok I: Karl Schuhmann: Husserl-Chronik. Denk- und Lebensweg Edmund Husserls, 1977.

- Eugen Fink: VI. Cartesianische Meditation. Set ISBN 90-247-3436-3.
  - Hua Dok II/1: Teil I. Die Idee einer transzendentalen Methodenlehre. Texte aus dem Nachlass Eugen Finks (1932) mit Anmerkungen und Beilagen aus dem Nachlass Edmund Husserls (1933/34). Hrsg. von H. Ebeling, J. Holl und G. van Kerckhoven, 1988.
  - Hua Dok II/2: Eugen Fink: Teil II. Ergänzungsband. Hrsg. von G. van Kerckhoven, 1988.

- Edmund Husserl: Briefwechsel. Hrsg. von Elisabeth Schuhmann in Verbindung mit Karl Schuhmann, Dordrecht 1994 (in zehn Sektionen):
  - Hua Dok III/1: Die Brentanoschule. ISBN 0-7923-2173-1.
  - Hua Dok III/2: Die Münchener Phänomenologen. ISBN 0-7923-2174-X.
  - Hua Dok III/3: Die Göttinger Schule. ISBN 0-7923-2175-8.
  - Hua Dok III/4: Die Freiburger Schüler. ISBN 0-7923-2176-6.
  - Hua Dok III/5: Die Neukantianer. ISBN 0-7923-2177-4.
  - Hua Dok III/6: Philosophenbriefe. ISBN 0-7923-2178-2.
  - Hua Dok III/7: Wissenschaftlerkorrespondenz. ISBN 0-7923-2179-0.
  - Hua Dok III/8: Institutionelle Schreiben. ISBN 0-7923-2180-4.
  - Hua Dok III/9: Familienbriefe. ISBN 0-7923-2181-2.
  - Hua Dok III/10: Einführung und Register. ISBN 0-7923-2182-0.
- Hua Dok IV: Edmund Husserl: Bibliography. Compiled by Steven Spileers. 1999, ISBN 0-7923-5181-9.

### Zu Husserls Lebzeiten erschienene Schriften
- Über den Begriff der Zahl. Psychologische Analysen. (Memento vom 9. April 2014 im Internet Archive) Heynemann, Halle 1887.
- Philosophie der Arithmetik. Psychologische und logische Untersuchungen. Pfeffer, Halle 1891.
- Logische Untersuchungen. Erster Teil: Prolegomena zur reinen Logik. 2., umgearb. Auflage. Niemeyer, Halle 1913. (1. Auflage. 1900)
- Logische Untersuchungen. Zweiter Teil: Untersuchungen zur Phänomenologie und Theorie der Erkenntnis. Niemeyer, Halle 1901.
- Philosophie als strenge Wissenschaft. 1911.
- Ideen zu einer reinen Phänomenologie und phänomenologischen Philosophie. Erstes Buch: Allgemeine Einführung in die reine Phänomenologie. Max Niemeyer Verlag, Halle (Saale) 1913.
- Vorlesungen zur Phänomenologie des inneren Zeitbewusstseins. Hrsg. von Martin Heidegger, Niemeyer, Halle 1928.
- Formale und transzendentale Logik. Versuch einer Kritik der logischen Vernunft, Niemeyer, Halle 1929.
- Nachwort zu meinen „Ideen zu einer reinen Phänomenologie und phänomenologischen Philosophie“. Niemeyer, Halle 1930.
- Die Krisis der europäischen Wissenschaften und die transzendentale Phänomenologie. Eine Einleitung in die phänomenologische Philosophie. 1936.

### Weitere Ausgaben
- Ideen zu einer reinen Phänomenologie und phänomenologische Philosophie. Hamburg 1992 (= Edmund Husserl, Gesammelte Schriften, hrsg. von Elisabeth Ströker. Band 5).
- Beiträge zur Theorie der Variationsrechnung. Wien, Univ., Diss.,1882, E-Book der Universitätsbibliothek Wien (eBooks on Demand).
- Erfahrung und Urteil. Hrsg. v. Ludwig Landgrebe. 7. Auflage. Meiner, Hamburg 1999, ISBN 3-7873-1352-4.
- Erfahrung und Urteil. Untersuchungen zur Genealogie der Logik. Ausgearbeitet und hrsg. von Ludwig Landgrebe, Academia, Prag 1939.
- V. Logische Untersuchung. Hrsg. v. Elisabeth Ströker. 2. Auflage. Meiner, Hamburg 1988, ISBN 3-7873-0786-9.
- Cartesianische Meditationen. Hrsg. v. Elisabeth Ströker. 3. Auflage. Meiner, Hamburg 1995, ISBN 3-7873-1241-2 (online)
- Die Krisis der europäischen Wissenschaften und die transzendentale Phänomenologie. (= Edmund Husserl, Gesammelte Schriften, hrsg. von Elisabeth Ströker. Band 8). 3. Auflage. Meiner, Hamburg 1996, ISBN 3-7873-1297-8. (bzw. Meiner, Hamburg 2012, ISBN 978-3-7873-2259-6)
- Grundprobleme der Phänomenologie. Hrsg. v. Iso Kern. 2. Auflage. Meiner, Hamburg 1992, ISBN 3-7873-1102-5.
- Texte zur Phänomenologie des Inneren Zeitbewußtseins (1893–1917). Hrsg. v. Rudolf Bernet. Meiner, Hamburg 1985, ISBN 3-7873-0597-1.
- Die Konstitution der geistigen Welt. Hrsg. v. Manfred Sommer. Meiner, Hamburg 1984, ISBN 3-7873-0618-8.
- Die Idee der Phänomenologie. Hrsg. v. Paul Janssen. Meiner, Hamburg 1986, ISBN 3-7873-0685-4.
- Die Phänomenologie und die Fundamente der Wissenschaften. Hrsg. v. Karl-Heinz Lembeck. Meiner, Hamburg 1986, ISBN 3-7873-0686-2.
- Ding und Raum. Hrsg. v. Karl-Heinz Hahnengreß und Smail Rapic. Meiner, Hamburg 1991, ISBN 3-7873-1013-4.
- Phänomenologische Psychologie. Hrsg. v. Dieter Lohmar. Meiner, Hamburg 2003, ISBN 3-7873-1603-5.
- Philosophie als strenge Wissenschaft. hrsg. von Wilhelm Szilasi. 5. Auflage. Frankfurt am Main 1996, ISBN 3-465-02888-0.

### Zu Husserl
- Javier Yusef Álvarez-Vázquez: Frühentwicklungsgeschichte der phänomenologischen Reduktion: Untersuchungen zur erkenntnistheoretischen Phänomenologie Edmund Husserls. FreiDok, Freiburg 2010, urn:nbn:de:bsz:25-opus-74421, 250 pp. (e-Book: PDF).
- Edmund Husserl und die phänomenologische Bewegung. Zeugnisse in Text und Bild. Im Auftrag des Husserl-Archivs Freiburg im Breisgau herausgegeben von Hans Rainer Sepp. Alber, Freiburg / München 1988, ISBN 3-495-47636-9.
- David Bell: Husserl. Routledge, London 1990, ISBN 0-415-03300-4.
- Rudolf Bernet, Iso Kern, Eduard Marbach: Edmund Husserl. Darstellung seines Denkens. Felix Meiner, Hamburg 1989, ISBN 3-7873-1284-6.
- Christian Beyer u. a. (Hrsg.): Husserl’s Phenomenology of Intersubjectivity. Routledge, London 2020, ISBN 978-0-367-73216-5.
- Alwin Diemer: Edmund Husserl. Versuch einer systematischen Darstellung seiner Philosophie. 2., verbesserte Auflage. Hain, Meisenheim am Glan 1965.
- Eugen Fink: VI. Cartesianische Meditation. Teil 1: Die Idee einer transzendentalen Methodenlehre. Texte aus dem Nachlass Eugen Finks (1932) mit Anmerkungen und Beilagen aus dem Nachlass Edmund Husserls (1933/34). In: Hans Ebeling, Jann Holl und Guy van Kerckhoven (Hrsg.): Husserliana, Dokumente Band II/1 (Dordrecht/Boston/London: Kluwer Academic Publishers, 1988).
- Christel Fricke u. a. (Hrsg.): Intersubjectivity and Objectivity in Adam Smith and Edmund Husserl. Frankfurt / Paris / Lancaster / New Brunswick 2012.
- Thomas Fuchs: Phenomenology and Psychopathology. In: S. Gallagher, D. Schmicking (Hrsg.): Handbook of phenomenology and the cognitive sciences. Springer, Dordrecht 2010, S. 547–573.
- Hans-Helmuth Gander (Hrsg.): Husserl-Lexikon. Wissenschaftliche Buchgesellschaft, Darmstadt 2009, ISBN 978-3-534-16493-6.
- Klaus Held (Hrsg.): Edmund Husserl. Ausgewählte Texte.
  - 1. Die phänomenologische Methode. ISBN 3-15-008084-3.
  - 2. Phänomenologie der Lebenswelt. ISBN 3-15-008085-1.
- Gisbert Hoffmann: Bewusstsein, Reflexion und Ich bei Husserl. Karl Alber Verlag, Freiburg/München 2001, ISBN 3-495-48050-1.
- Husserl. (= Philosophie Jetzt!). Ausgewählt und vorgestellt von Uwe C. Steiner. Hrsg.: Peter Sloterdijk. Diederichs, München 1997, ISBN 3-424-01290-4.
- Julia V. Iribarne: Husserls Theorie der Intersubjektivität. Alber, Freiburg / München 1994.
- Paul Janssen: Edmund Husserl. Einführung in seine Phänomenologie. Koleg Philosophie. Karl Alber, Freiburg / München 1976, ISBN 3-495-47247-9.
- Edda Kapsch: Verstehen des Anderen. Fremdverstehen im Anschluss an Husserl, Gadamer und Derrida. Parodos, Berlin 2007, ISBN 978-3-938880-11-1.
- Iso Kern: Fremderfahrung. In: Bernet, Kern, Marbach (Hrsg.): Edmund Husserl. Darstellung seines Denkens. 2. Auflage. Meiner, Hamburg, 1996, S. 143–153.
- Matis Kronschläger: Die Einigung der Lebenswelt(en) nach Husserl. Universität Wien, Diplomarbeit, 2012. (Digitalisat)
- Sebastian Luft: Die Archivierung des Husserlschen Nachlasses 1933–1935. In: Husserl Studies. Band 20, S. 1–23.
- Utz Maas: Verfolgung und Auswanderung deutschsprachiger Sprachforscher 1933–1945. Eintrag zu Edmund Husserl (abgerufen: 13. April 2018)
- Verena Mayer: Edmund Husserl: Logische Untersuchungen. Akademie Verlag, Berlin 2008, ISBN 978-3-05-004391-3.
- Verena Mayer: Edmund Husserl. C. H. Beck, München 2009, ISBN 978-3-406-58688-0.
- Karl Mertens: Zwischen Letztbegründung und Skepsis. Kritische Untersuchungen zum Selbstverständnis der transzendentalen Phänomenologie Edmund Husserls. (= Orbis Phaenomenologicus. VI. 1). Alber, Freiburg / München 1996, ISBN 3-495-47818-3.
- Wolfgang Hermann Müller: Die Philosophie Edmund Husserls nach den Grundzügen ihrer Entstehung und ihrem systematischen Gehalt. Bouvier, Bonn 1956.
- Dominique Pradelle: Généalogie de la raison. Essai sur l’historicité du sujet transcendantal de Kant à Heidegger. Paris 2013.
- Dominique Pradelle: Par-delà la révolution copernicienne. Sujet transcendantal et facultés chez Kant et Husserl. Paris 2012.
- Peter Prechtl: Edmund Husserl zur Einführung. 5. Auflage. Junius, Hamburg 2012, ISBN 978-3-88506-369-8.
- Bernhard Rang: Husserls Phänomenologie der materiellen Natur. Klostermann, Frankfurt am Main 1990, ISBN 3-465-02217-3.
- Adolf Reinach: Was ist Phänomenologie? München 1951.
- R. D. Rollinger: Husserl's Position in the School of Brentano (Phaenomenologica 150). Kluwer, Dordrecht 1999, ISBN 0-7923-5684-5.
- Christian Rother: Der Ort der Bedeutung. Zur Metaphorizität des Verhältnisses von Bewußtsein und Gegenständlichkeit in der Phänomenologie Edmund Husserls. Dr. Kovac, Hamburg 2005, ISBN 3-8300-1801-0.
- Leonardo Scarfò: Philosophie als Wissenschaft reiner Idealitäten. Zur Spätphilosophie Husserls in besonderer Berücksichtigung der Beilage III zur Krisis-Schrift. Herbert Utz, München 2006, ISBN 3-8316-0649-8.
- Alexander Schnell: Temps et phénomène. La phénoménologie husserlienne du temps. Olms, Braunschweig 2004.
- Alexander Schnell: Husserl et les fondements de la phénoménologie constructive. Millon, 2007.
- Karl Schuhmann: Husserl – Chronik (Denk- und Lebensweg Edmund Husserls) Number I in Husserliana Dokumente. Nijhoff, Den Haag 1977, ISBN 90-247-1972-0.
- Karl Schuhmann: Husserl and Masaryk. In: Josef Novak (Hrsg.): On Masaryk. Texts in English and German. Amsterdam 1988, S. 129–156.
- Josef Seifert: Die Bedeutung von Husserls Logischen Untersuchungen für die Realistische Phänomenologie – Und die Kritik Realistischer Phänomenologen an einigen Husserl’schen Thesen. In: AEMAET. 4, 2015, S. 28–119. ISSN 2195-173X
- Barry Smith, David Woodruff Smith (Hrsg.): The Cambridge Companion to Husserl. Cambridge University Press, Cambridge 1995, ISBN 0-521-43616-8.
- Thorsten Streubel: Das Wesen der Zeit. Zeit und Bewußtsein bei Augustinus, Kant und Husserl. Würzburg 2006.
- Elisabeth Ströker: Husserls transzendentale Phänomenologie. Klostermann, Frankfurt am Main 1987, ISBN 3-465-01773-0.
- Herman Leo van Breda: Die Rettung von Husserls Nachlass und die Gründung des Husserl-Archivs. In: Husserl-Archiv Leuven (Hrsg.): History of the Husserl-Archives Leuven. Springer, Heidelberg 2007, ISBN 978-1-4020-5726-7, S. 1–37.
- Dan Zahavi: Husserl und die transzendentale Intersubjektivität. Kluwer, 1996.
- Dan Zahavi: Husserls Phänomenologie. UTB, Stuttgart 2009, ISBN 978-3-8252-3239-9.
- Philosophisches Denken in Halle. Abt. 3, Philosophen des 20. Jahrhunderts, Band 2., Beförderer der Logik / Georg Cantor, Heinrich Behmann und Edmund Husserl bearb. von Günter Schenk, 1. Auflage. 2002
- Christian Beyer: Husserls Philosophie. Felix Meiner, 2025, ISBN 978-3-78734922-7.

### Weiterführendes
- Jocelyn Benoist: Elemente einer realistischen Philosophie: Reflexion über das, was man hat. Aus dem Franz. v. David Espinet. Suhrkamp, Berlin 2014, ISBN 978-3-518-29700-1.
- Ludwig Binswanger: Über Ideenflucht. Orell Füssli, Zürich 1933.
- Ludwig Binswanger: Daseinsanalytik und Psychiatrie. In: Ausgewählte Vorträge und Aufsätze. (Band II). Francke, Bern 1955, S. 279–302.
- Ludwig Binswanger: Drei Formen missglückten Daseins: Verstiegenheit, Verschrobenheit, Manieriertheit. de Gruyter, Berlin 1956.
- Ludwig Binswanger: Schizophrenie. Neske, Pfullingen 1957.
- Ludwig Binswanger: Melancholie und Manie. Neske, Pfullingen 1960.
- Ludwig Binswanger: Wahn: Beiträge zu seiner phaenomenologischen und daseinsanalytischen Erforschung. Neske, Pfullingen 1965.
- Wolfgang Blankenburg: Ansätze zu einer Psychopathologie des „common sense“. In: Con-finia Psychiatrica. 12, 1969, S. 144–163.
- Wolfgang Blankenburg: Der Verlust der natürlichen Selbstverständlichkeit. Ein Beitrag zur Psychopathologie symptomarmer Schizophrenien. Enke, Stuttgart 1971.
- Frederik J.J. Buytendijk: Über den Schmerz. Huber, Bern 1948.
- Frederik J.J. Buytendijk: Phänomenologie der Begegnung. In: Eranos Jahrbuch. 19, 1951, S. 431–486.
- Frederik J.J. Buytendijk: Die Frau: Natur, Erscheinung, Dasein. Bachem, Köln 1953.
- Frederik J.J. Buytendijk: Allgemeine Theorie der menschlichen Haltung und Bewegung. Springer, Berlin 1956.
- Gary B. Cohen: Education and Middle-Class Society in Imperial Austria, 1848–1918. West Lafayette IN 1996.
- Hedwig Conrad-Martius: Vorwort. In: Adolf Reinach (Hrsg.): Was ist Phänomenologie? München 1951, S. 5–17.
- Gerhard Dammann (Hrsg.): Phänomenologie und psychotherapeutische Psychiatrie. Kohlhammer, Stuttgart 2014.
- Ulrich Dopatka: Phänomenologie der absoluten Subjektivität. Eine Untersuchung zur präreflexiven Bewusstseinsstruktur im Ausgang von Edmund Husserl, Jean-Paul Sartre, Michel Henry und Jean-Luc Marion. Fink Verlag, 2019.
- Thomas Fuchs: Pathologies of intersubjectivity in autism and schizophrenia. In: Journal of Consciousness Studies. 22, 2015, S. 191–214.
- Thomas Fuchs u. a. (Hrsg.): Karl Jaspers: Phenomenology and Psychopathology. Springer, Berlin / Heidelberg / New York 2013.
- Moritz Geiger: Die Wirklichkeit der Wissenschaften und die Metaphysik. Bonn 1930.
- Amedeo Giorgi: Psychology as a Human Science. Harper & Row, New York 1970.
- Amedeo Giorgi: The Descriptive Phenomenological Method in Psychology. Duquesne University Press, Pittsburgh PA 2009.
- Carl Friedrich Graumann: Phänomenologische Psychologie. In: R. Asanger, G. Wenninger (Hrsg.): Handwörterbuch der Psychologie. 5. Auflage. Psychologie Verlags Union, Weinheim 1994.
- Carl Friedrich Graumann: Grundlagen einer Phänomenologie und Psychologie der Per-spektivität. de Gruyter, Berlin 1960.
- Nicolai Hartmann: Grundzüge einer Metaphysik der Erkenntnis. Berlin / Leipzig 1921.
- Nicolai Hartmann: Neue Wege der Ontologie. 3. Auflage. Stuttgart 1949.
- Alice Holzhey-Kunz: Daseinsanalyse. In: A. Längle, A. Holzhey-Kunz (Hrsg.): Existenzanalyse und Daseinsanalyse. Facultas, Wien 2008, S. 181–348.
- Roman Ingarden: Der Streit um die Existenz der Welt. I: Existentialontologie. Tübingen 1964.
- Karl Jaspers: Allgemeine Psychopathologie. 9. Auflage. Springer, Berlin / Heidelberg / New York 1913/1973.
- David Katz: Der Aufbau der Farbwelt. Barth, Leipzig 1930.
- David Katz: Gestaltpsychologie. Schwabe, Basel 1944.
- Joseph J. Kockelmans (Hrsg.): Phenomenological Psychology: The Dutch school. Kluwer, Dordrecht 1987.
- Kurt Koffka: The Principles of Gestalt Psychology. Harcourt, New York 1935.
- Wolfgang Köhler: Gestalt Psychology. Bell, London 1929.
- Hans Köchler: Die Subjekt-Objekt-Dialektik in der transzendentalen Phänomenologie: Das Seinsproblem zwischen Idealismus und Realismus. Anton Hain, Meisenheim a. G., 1974.
- Hans Köchler: Phenomenological Realism. Peter Lang, Frankfurt am Main / Bern / New York 1986.
- Alfred Kraus: Sozialverhalten und Psychose Manisch-Depressiver. Enke, Stuttgart 1977.
- Lenelis Kruse u. a. (Hrsg.): Ökologische Psychologie. Psychologie Verlagsunion, München 1990.
- Roland Kuhn: Daseinsanalyse und Psychiatrie. In: H. W. Gruhle u. a. (Hrsg.): Psychiatrie der Gegenwart. (I/2), Springer, Berlin / Göttingen / Heidelberg 1963, S. 833–902.
- Ludwig Landgrebe: Faktizität als Grenze der Reflexion und die Frage des Glaubens. In: Ders. (Hrsg.): Faktizität und Individuation. Studien zu den Grundfragen der Phänomenologie. Hamburg 1976, S. 117–136.
- Ludwig Landgrebe: Phänomenologie und Metaphysik. Hamburg 1949.
- Jan Huygen van Linschoten: Über das Einschlafen. In: Psychologische Beiträge. 2, 1955, S. 70–97 sowie Einschlafen und Tun. vgl. Linschoten 1955, S. 266–298.
- Jan Huygen van Linschoten: Auf dem Wege zu einer phänomenologischen Psychologie. Die Psychologie von William James. de Gruyter, Berlin 1961.
- Sebastian Luft: Zur phänomenologische Methode in Karl Jaspers‘ „Allgemeiner Psychopathologie“. In: S. Rinofner-Kreidl, H. A. Wiltsche (Hrsg.) Karl Jaspers‘ Allgemeine Psychopathologie zwischen Wissenschaft, Philosophie und Praxis. Königshausen & Neumann, Würzburg 2008, S. 31–51.
- Eric Matthews: Body-Subjects and Disordered Minds: Treating the 'whole' person in psychiatry. Oxford University Press, Oxford 2007.
- Maurice Merleau-Ponty: Phänomenologie der Wahrnehmung. de Gruyter, Berlin 1966.
- Maurice Merleau-Ponty: Die Struktur des Verhaltens. de Gruyter, Berlin 1967.
- Maurice Merleau-Ponty: Keime der Vernunft: Vorlesungen an der Sorbonne, 1949–1952. Fink, München 1994.
- Daniel Nischk u. a.: From theory to clinical practice: A phenomenologically inspired intervention for patients with schizophrenia. In: Psychopathology. 48, 2015, S. 127–136.
- Josef Parnas u. a.: EASE: Examination of Anomalous Self-Experience. In: Psychopathology. 38, 2005, S. 236–258.
- Josef Parnas u. a.: Rediscovering psychopathology: the epistemology and phenomenology of the psychiatric object. In: Schizophrenia Bulletin. 39, 2012, S. 270–277.
- Claire Petitmengin-Peugeot: The intuitive experience. In: Journal of Consciousness Studies. 6, 1999, S. 43–77.
- Claire Petitmengin: Describing one’s subjective experience in the second person: An interview method for the science of consciousness. In: Phenomenology and the Cognitive sciences. 5, 2006, S. 229–269.
- Matthew Ratcliffe: Feelings of being. Phenomenology, psychiatry and the sense of reality. Oxford University Press, Oxford / New York 2008.
- Louis A. Sass, Josef Parnas: Schizophrenia, consciousness, and the self. In: Schizophrenia Bulletin. 29, 2003, S. 427–444.
- Louis A. Sass, E. Pienkos, B. Skodlar, G. Stanghellini, T. Fuchs, J. Parnas, N. Jones: Examination of Anomalous World Experience. (= Psychopathology. 50). Karger, Basel / Freiburg 2017, ISBN 978-3-318-06020-1.
- Alexander Schnell: Hinaus. Entwürfe zu einer phänomenologischen Metaphysik und Anthropologie. Würzburg 2011.
- Alexander Schnell: Wirklichkeitsbilder. Tübingen 2015.
- Herbert Spiegelberg: Phenomenology in Psychology and Psychiatry. A Historical Introduction. Northwestern University Press, Evanston 1972.
- Giovanni Stanghellini: Disembodied spirits and deanimatied bodies: The psychopathology of common sense. Oxford University Press, Oxford 2004.
- Giovanni Stanghellini, Thomas Fuchs (Hrsg.): One Century of Karl Jaspers’ General Psychopathology. Oxford University Press, Oxford 2013.
- Erwin W. Straus: Vom Sinn der Sinne. 2. Auflage. Springer, Berlin 1956.
- Erwin Straus: Psychologie der menschlichen Welt. Springer, Berlin / Göttingen / Heidelberg 1960.
- Hubertus Tellenbach: Melancholie. Problemgeschichte, Endogenität, Typologie, Pathogenese, Klinik. 4. Auflage. Springer, Berlin 1983.
- László Tengelyi: Welt und Unendlichkeit. Zum Problem phänomenologischer Metaphysik. Freiburg / München 2014.
- Jan Hendrik van den Berg u. a.: Situation. Beiträge zur phänomenologischen Psychologie und Psychopathologie. Spectrum, Utrecht/Antwerpen 1954.
- Kai Vogeley, Christian Kupke: Disturbances of time consciousness from a phenomenological and a neuroscientific perspective. In: Schizophrenia Bulletin. 33, 2007, S. 157–165.
- Dan Zahavi (Hrsg.): Exploring the self: Philosophical and psychopathological perspectives on self-experience. John Benjamins, Amsterdam 2000.

### Rezeption
- Toon Horsten: Der Pater und der Philosoph. Die abenteuerliche Rettung von Husserls Vermächtnis. Dokumentarischer Roman. Galiani, Berlin 2021, ISBN 978-3-86971-211-6.